# 南画

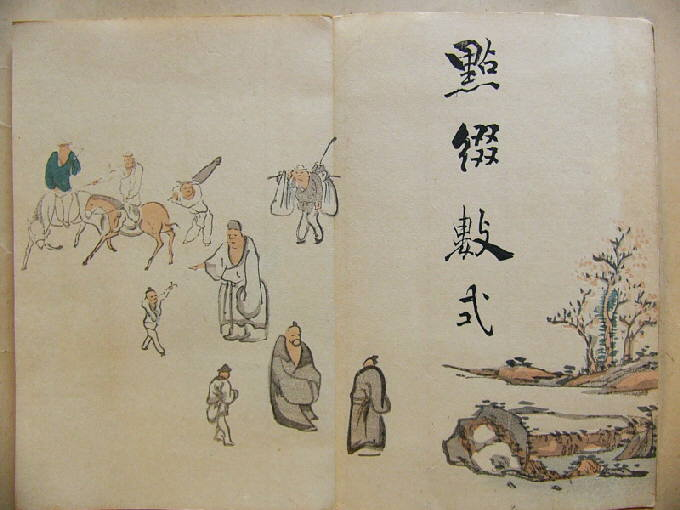
大画堂画譜、1803年出版

南画（なんが）とは、中国の南宗画に由来し、これを日本的に解釈した絵画であり、江戸時代中期以降に発展をみた絵画様式である。文人画（ぶんじんが）ともいう。絵画のみならず、漢詩や俳句といった詩（言語芸術）と、それを記した書である画賛（視覚芸術）を組み合わせた芸術であるが、絵のみで成立していることも多い。本項では、日本における文人画については特に断りのないかぎり南画として言及する。

「南画」という用語そのものの定着は、幕末から明治時代にかけてのことである。日本においては、新たな絵画様式への模索と中国の文人生活への憧憬により始まった。江戸中期の祇園南海・柳沢淇園らに始まり、池大雅・与謝蕪村らにより大成、江戸時代後期に一大画派を形成した。絵画様式としては、中国の南宗画・文人画の影響のもとにはじまったものの、北宗画や大和絵をはじめとした他の要素も取り込むことにより、独自の様式として成った。また、地域・身分を超えたつながりを持った文人同士の交わりのなかで生み出された作品も多い。明治時代以降は価値観・社会制度の変化により衰退したが、富岡鉄斎らの活躍により「日本画」を生み出すこととなった。

## 前史

### 南宗画

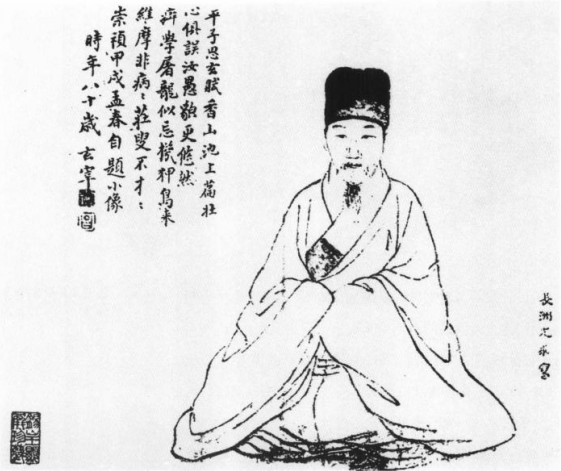
董其昌の自画像『自題小像』

南宗画という発想は、17世紀に明の莫是龍の思想を受け継いだ董其昌（1555年 - 1630年）の画論『画禅室随筆』によって流布した。すなわち、（大乗仏教の）禅に南北二宗があるのと同様、絵画にも南北二宗がある。李思訓から馬遠、夏珪に連なる北宗派の「鉤斫之法」（鉄線描、刻画）に対置されたものが南宗であり、王維の画法渲淡（せんせん、暈し表現）にはじまり、董源、巨然、米芾、米友仁、元末四大家に連なる水墨、在野の文人・士大夫の表現主義的画法を称揚した流派が南宗画派である。

なお、『画禅室随筆』は「文人画」という言葉も絵画史上初めて用いている。董其昌は、「文人画」を制作者の身分・社会的ステータスに、「南宗画」を表現のスタイルに着目したものとしてそれぞれの用語を使い分けてはいたものの、彼自身、文人・士大夫が描いた絵のうち南宗画様式のものを文人画として位置づけようとしていた。その結果として、後代の人々も両者を一致した概念として理解するようになった。

董源『洞天山堂図』
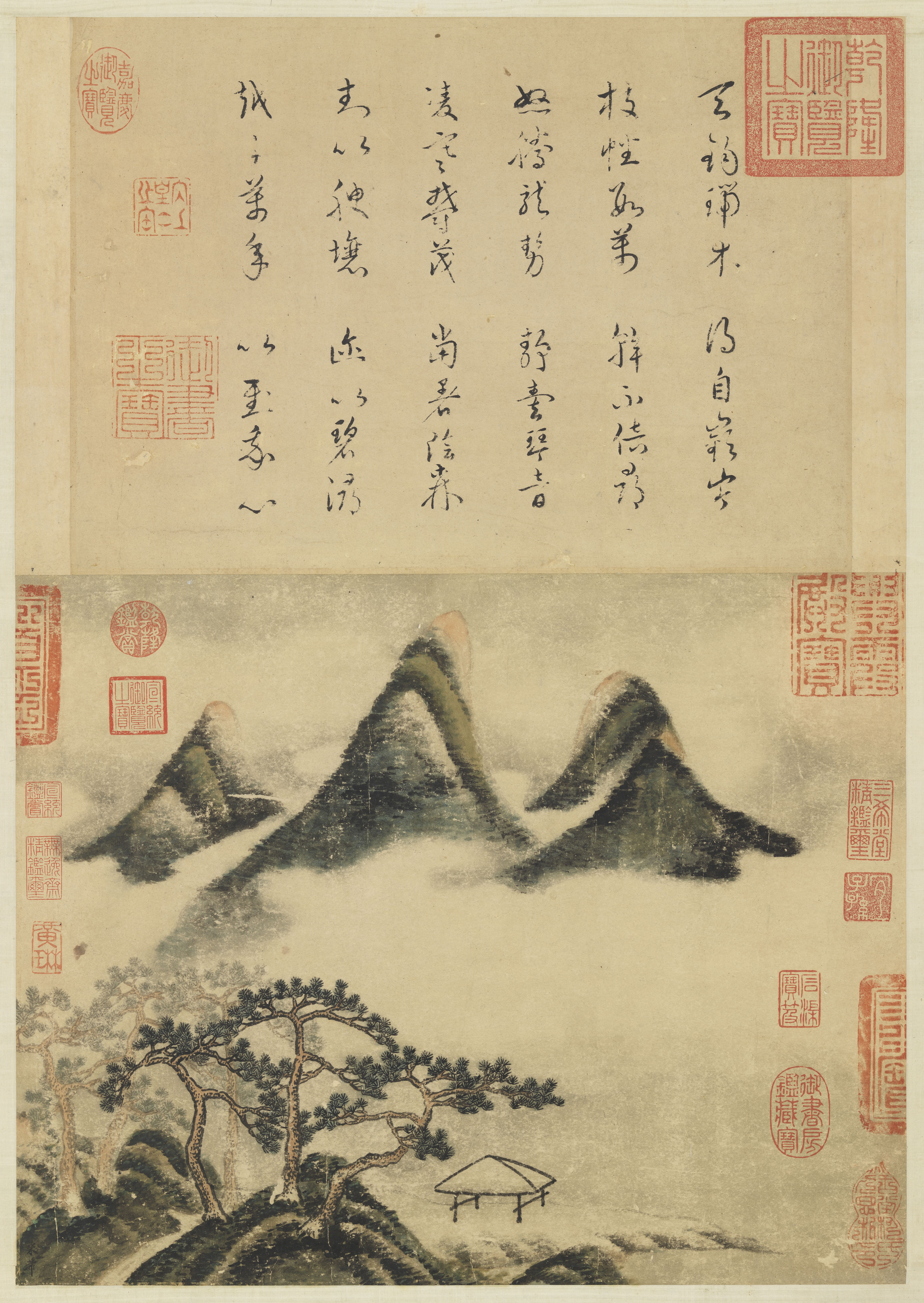
米芾『春山瑞松』
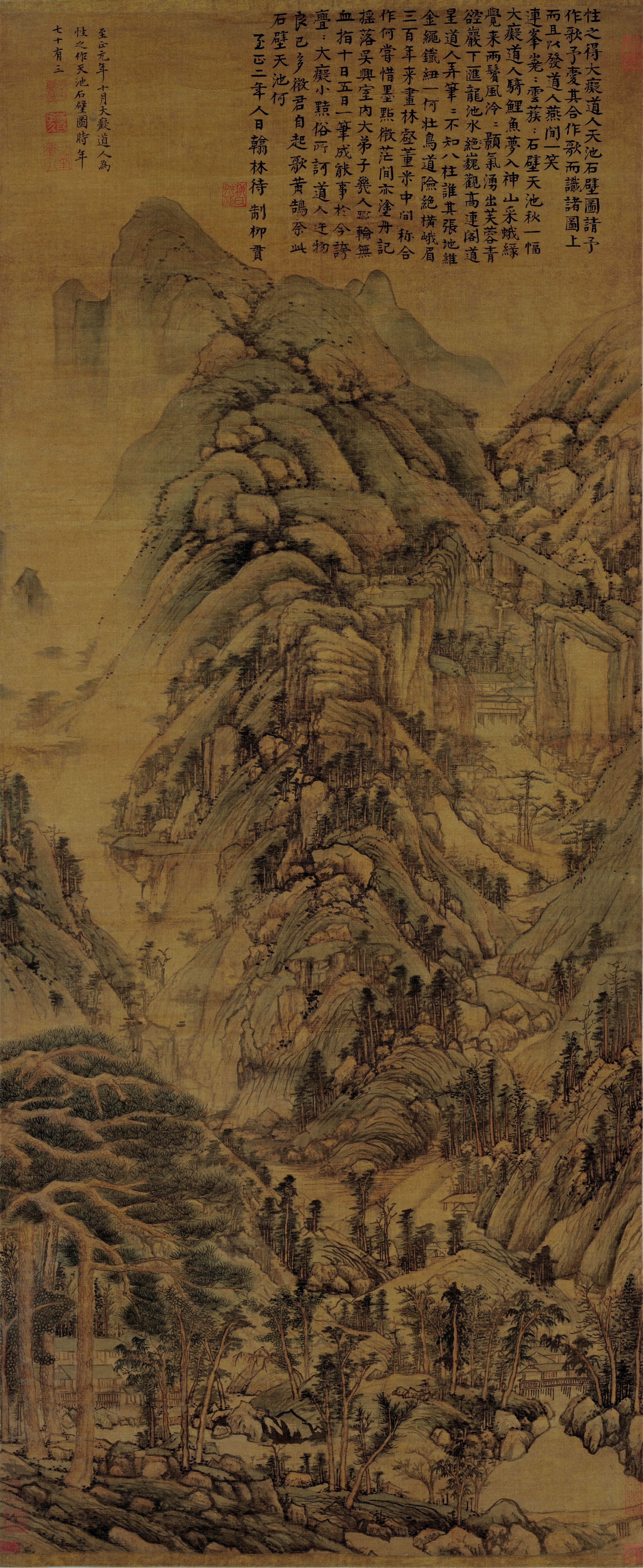
黄公望『黄公望天池石壁図軸』
倪瓚『清閟閣図軸』
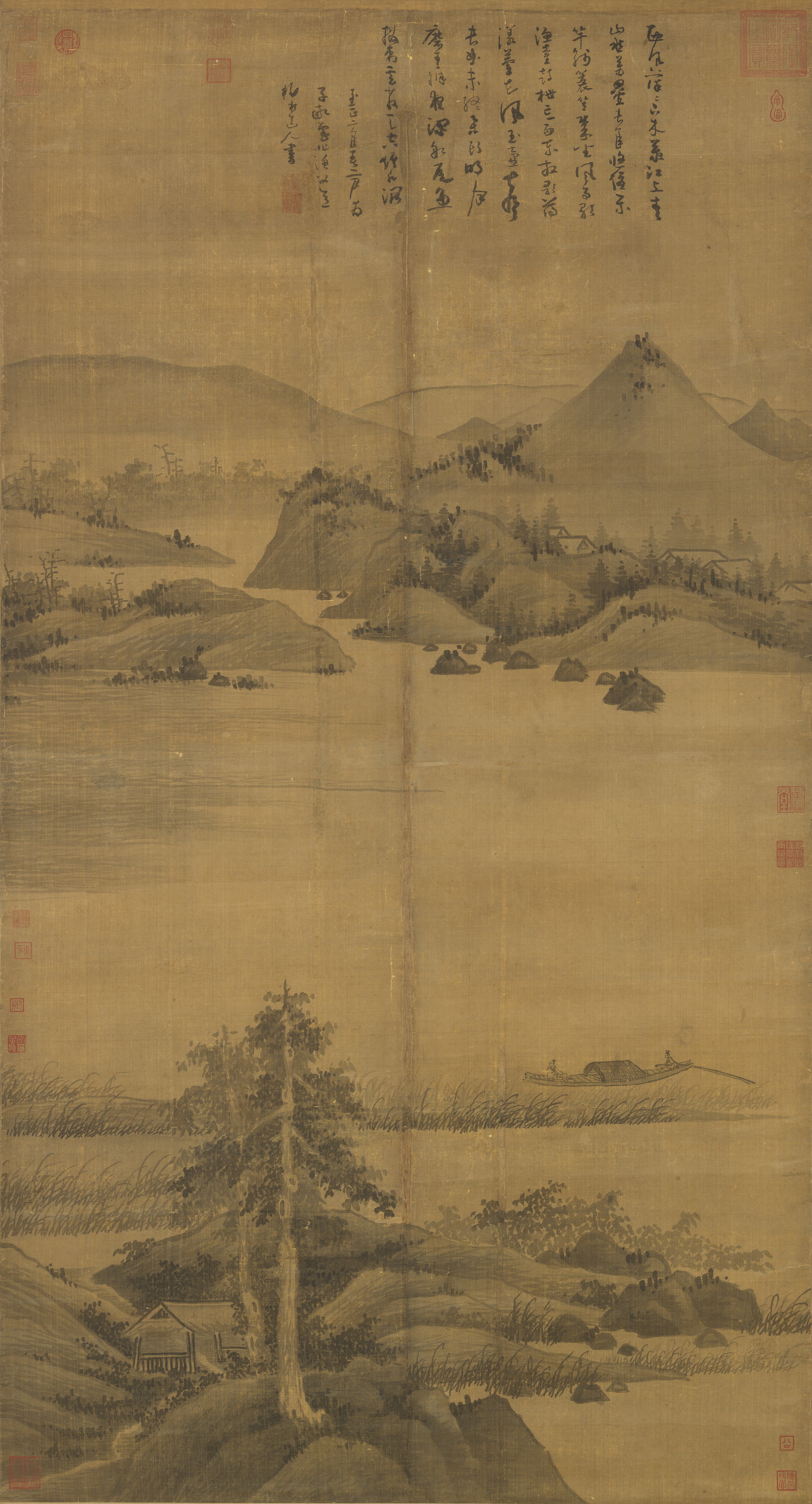
呉鎮『漁夫図軸』
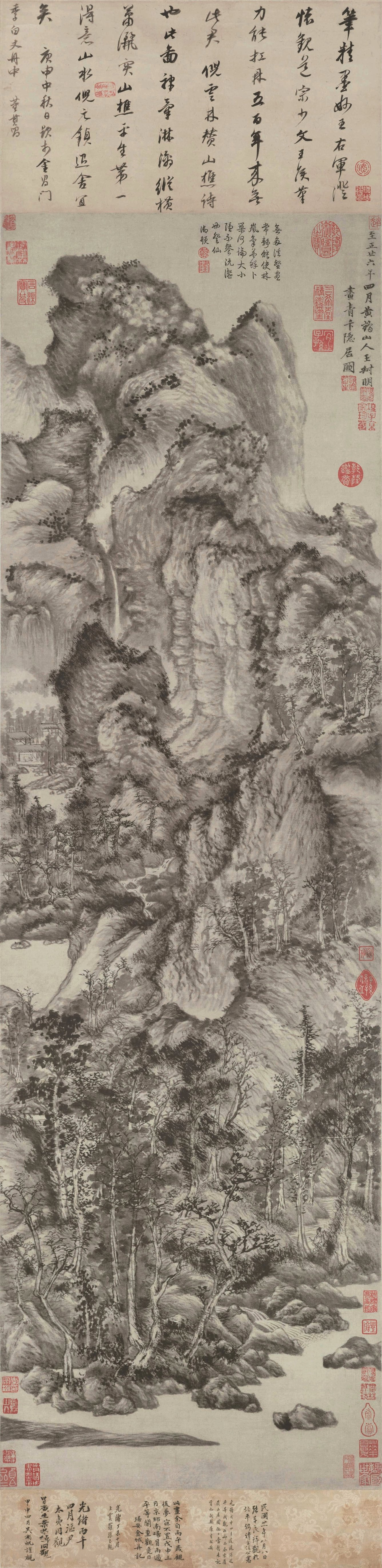
王蒙『青卞隠居図軸』
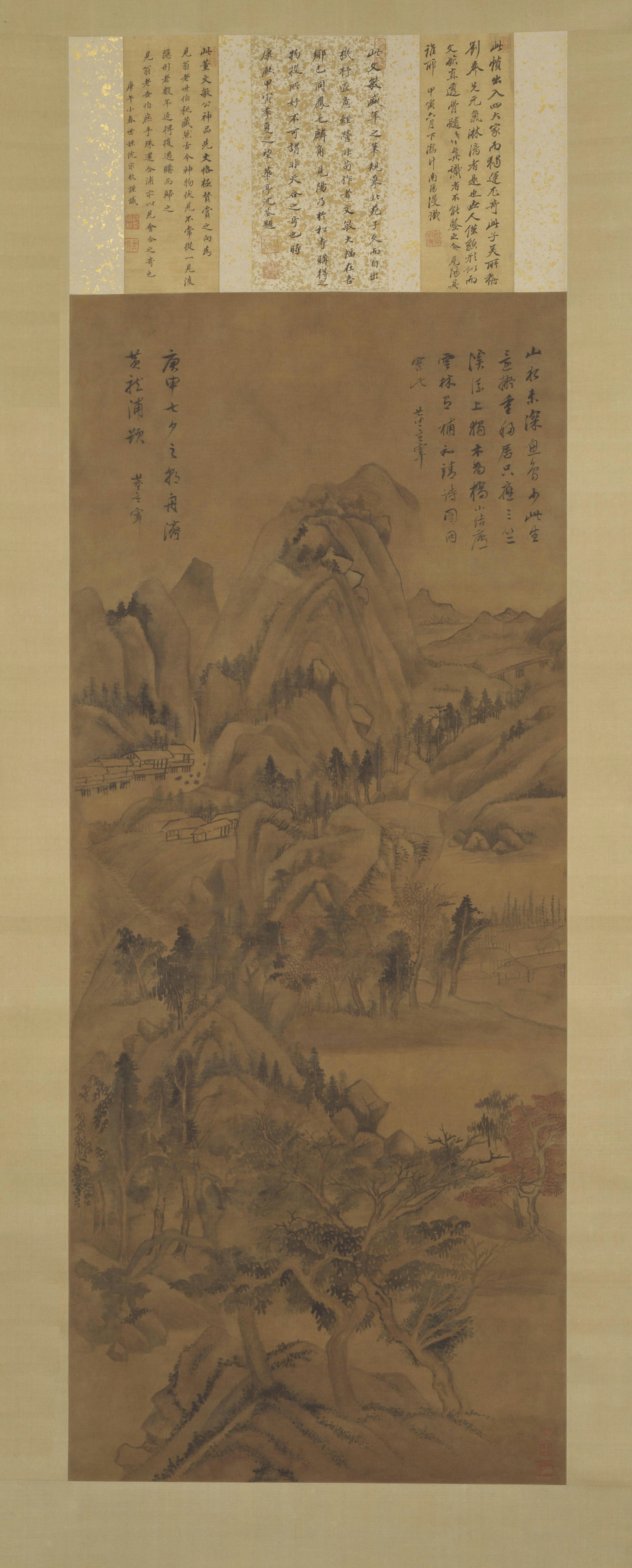
董其昌『董其昌山水軸』
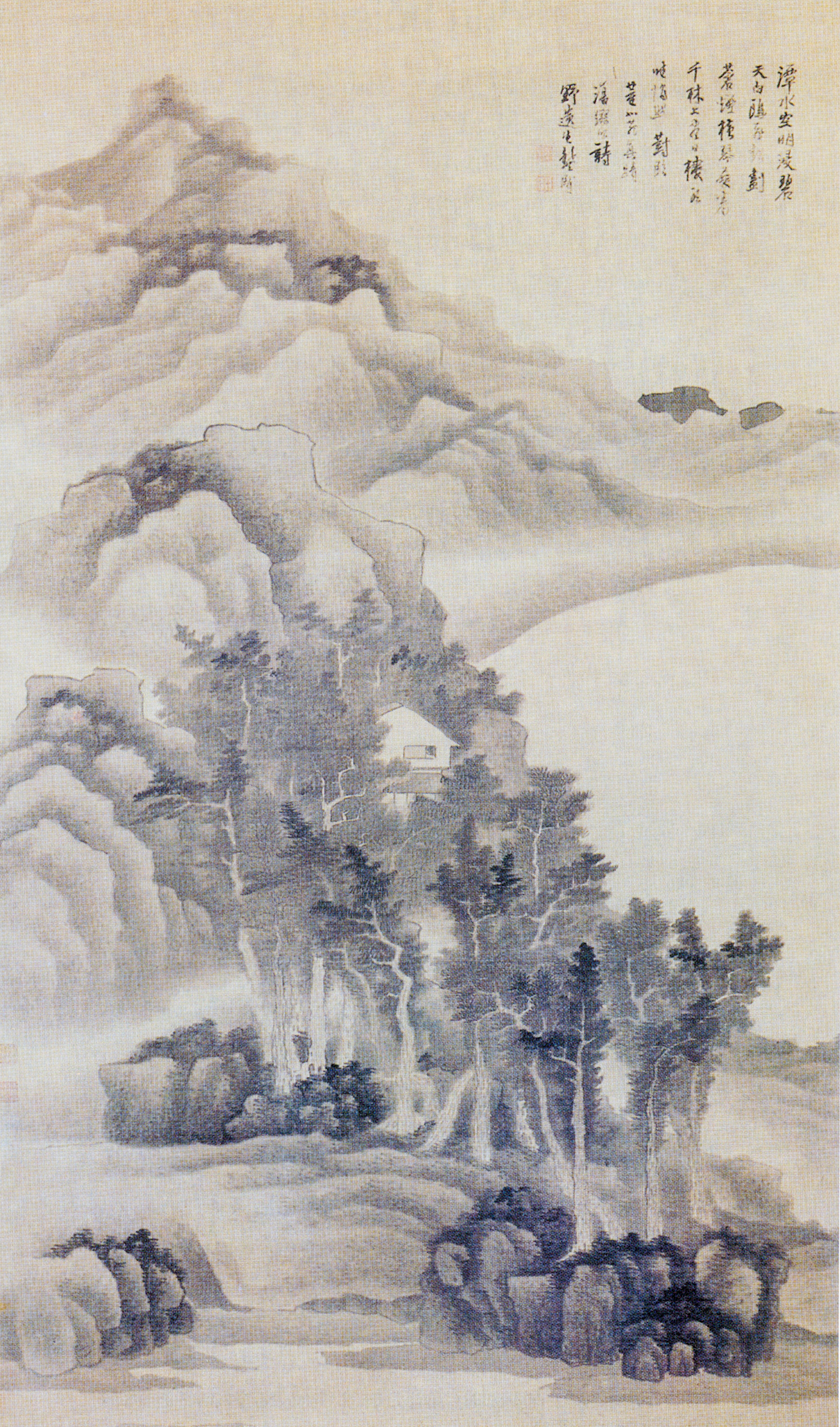
龔賢（英語版）『山水画』
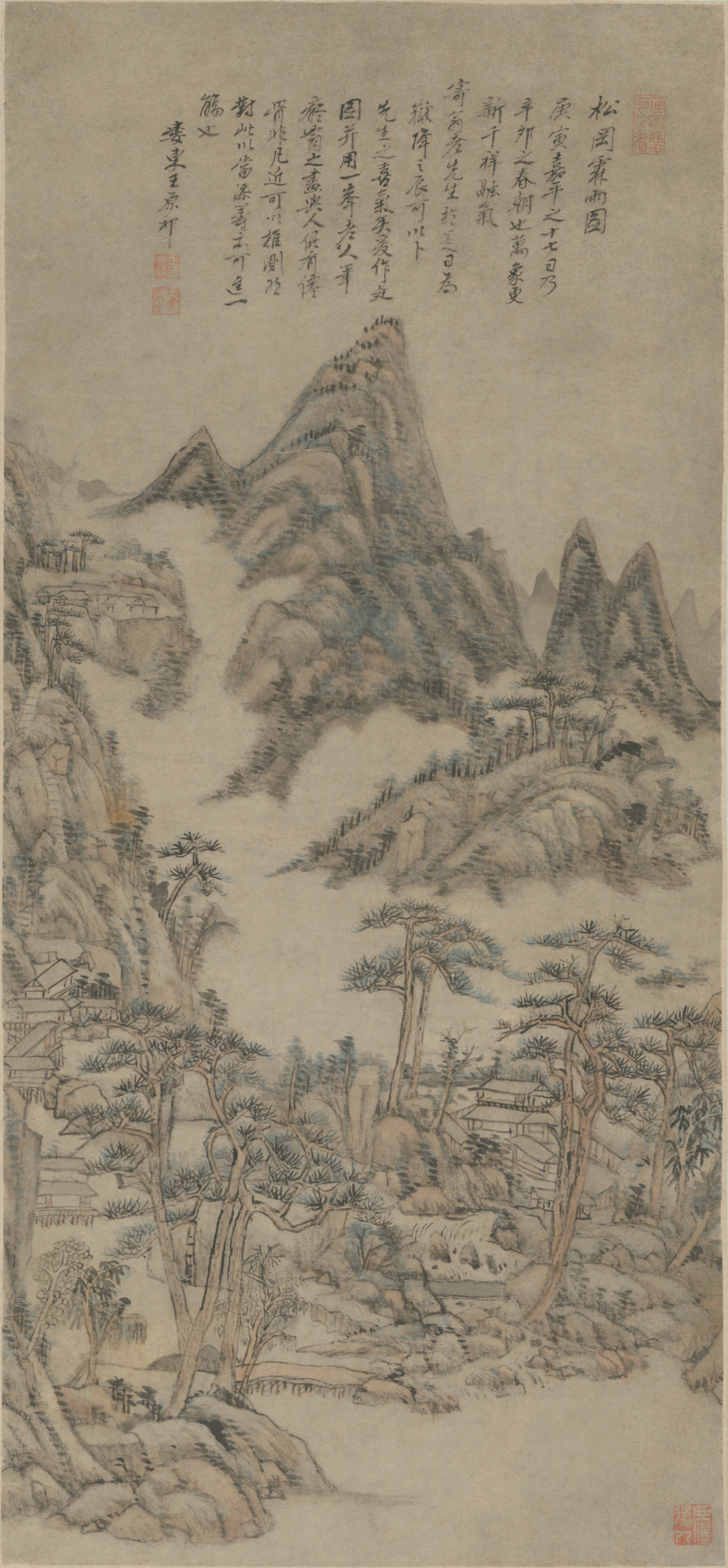
王原祁（英語版）『松岡霖雨軸』
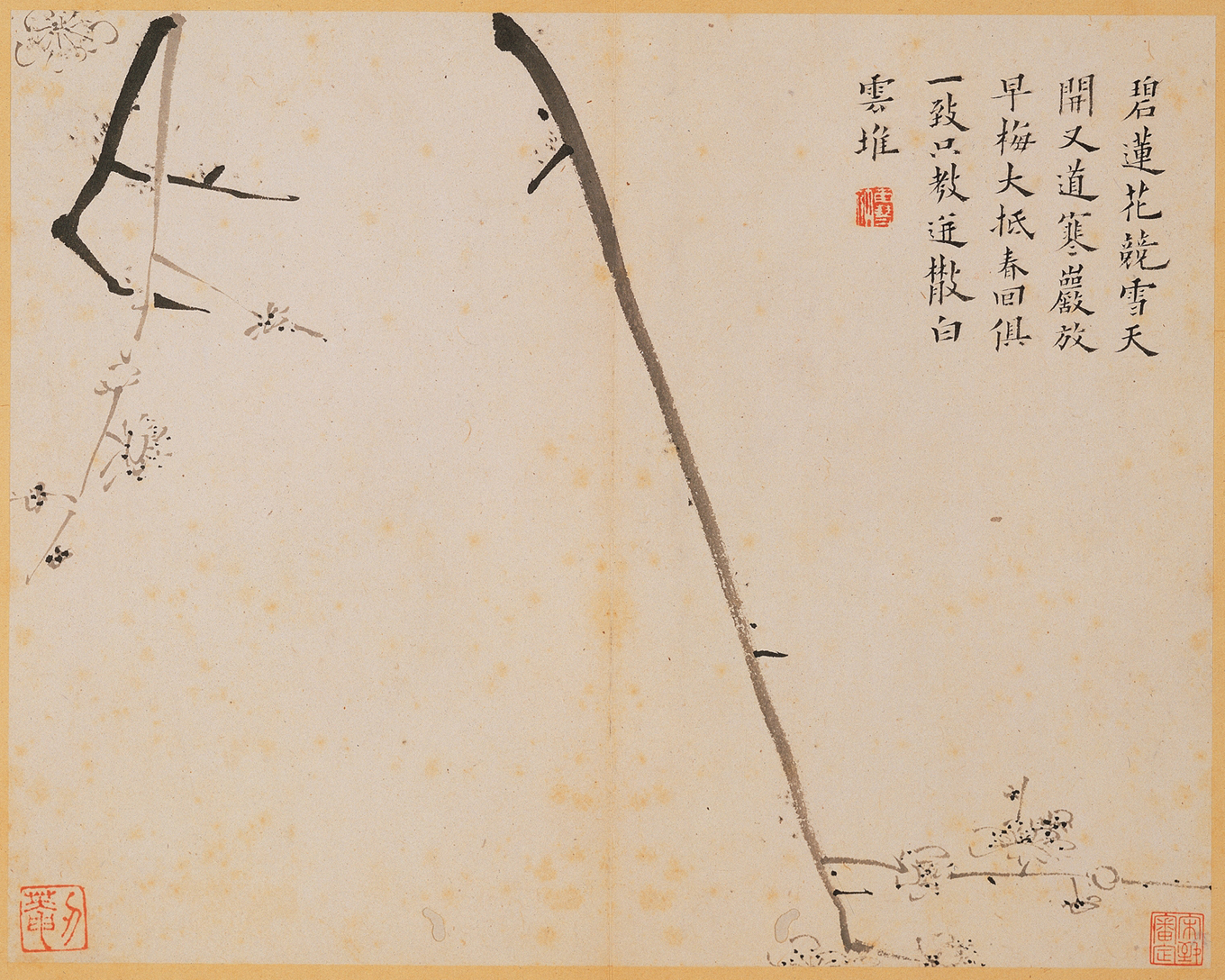
八大山人『白梅図』

### 日本における受容

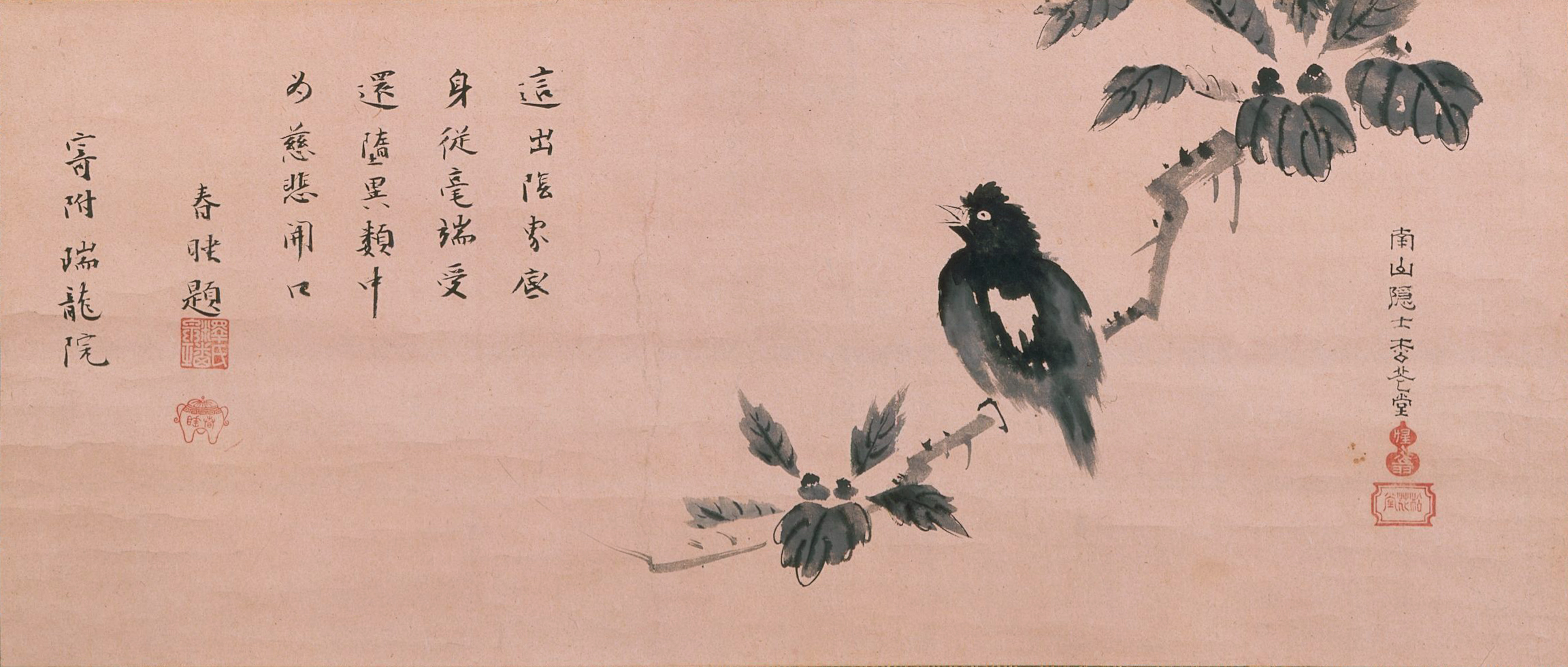
松花堂昭乗『樫鴉図』

日本にとっての文人画の第一波ともいうべき流れは、董其昌が生きた明の時代（16世紀）にあたる室町時代に、水墨画の分野を通じてもたらされていた。それにも関わらず、日本側で受容した層が五山文学を背景とした禅宗世界、すなわち禅僧たちのコミュニティという限られた領域であったため、室町時代の文人画様式が後世に及ぼした影響は限定的なものにとどまった。この時期には、のちに記された桑山玉洲の画論『絵事鄙言』（1799年刊）の中で南宗文人画の先駆者として言及される、松花堂昭乗が活躍した（後述）。
江戸中期に入り、文人画の第二波が日本に伝えられると、南画はいよいよ花開くこととなった。南画が隆盛した要因は複合的なものであった。外部的な要因としては黄檗宗の伝来・画人、商人の渡来・画譜の伝来があり、内部的な要因としては狩野派、土佐派の停滞・日本経済の著しい発展などがあった。また、町人文化の発展と漢学・儒学の盛行も、宝暦・明和年間以降の文人画の定着を後押しした。美術史研究家の吉沢忠は、初期の日本南画家たちが描き始めるに至った内的要因として、新しい画風の模索と、理想化された文人生活への憧憬があったのではないか、と述べている。なお、南画と同時期に興隆した絵画に「写生画」がある。文人画と写生画は、理想主義的写実主義の傾向と表現主義的傾向という芸術性の違いこそあれ、時代性・文化的背景・素材の選択など、成立の根拠の多くを同じくしていた。

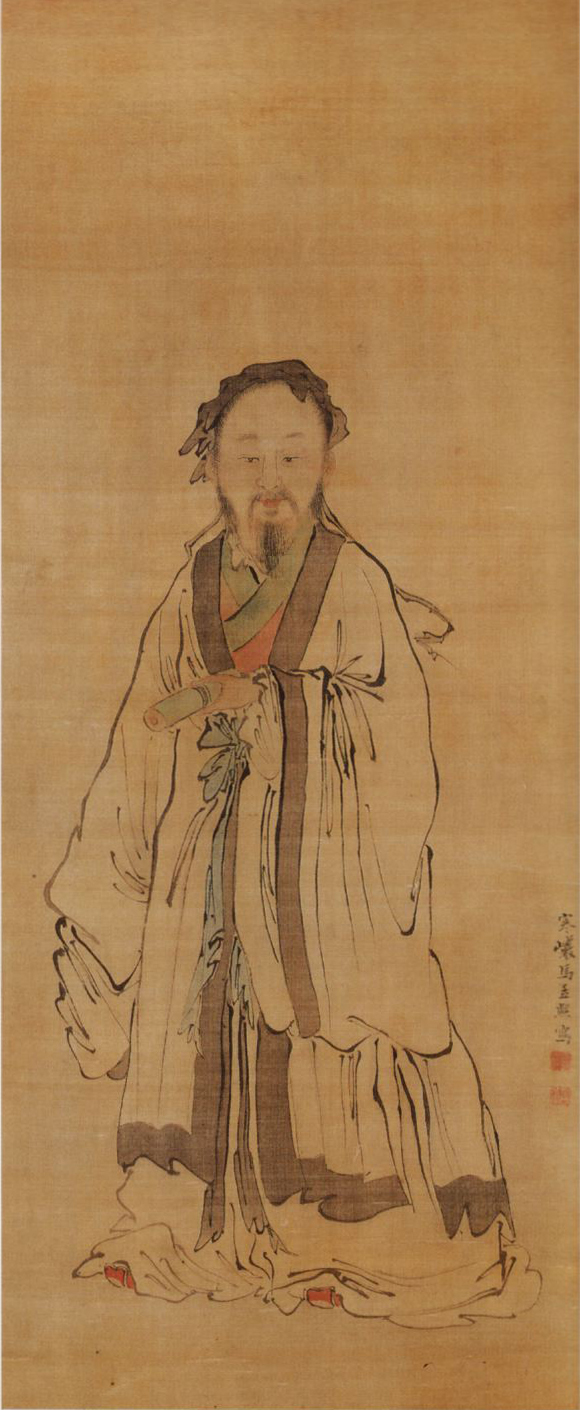
北山寒厳『林和靖図』　林和靖（林逋）は宋代の詩人。彼をはじめ、陶淵明や蘇東坡といった中国の人物の生き様は、日本の文人画家たちに彼らへのあこがれや共感を抱かせ、南画の題材として描かせしめた。

## 制作姿勢
江戸期の南画家は、上述の通り、文人画へのあこがれのみならず、文人としての制作行為とライフスタイルを含めた総体としての「文人画スタイル」への憧憬から創作活動を行っていた。したがって、南画をただの絵にとどめず総合芸術とする詩書画一体という考え方や、煎茶・焚香・立花の愛好、内面性の重視といった理論は彼らの制作にあたって重要であった。
文人画の理論は、晩唐（9世紀後半）の張彦遠による『歴代名画記』にはじまり、明代の董其昌に至ってすでに発達をみていた。文人画の理論の前提として、中国の文人たちは「自娯」──すなわち自身の楽しみのため──あるいは友情の証しとして画筆を執った。また、自分たちを低い身分にあった画師・画工と明確に区別し、文人たちの手による絵画こそ高級なものであるとする理論を作り上げていった。これらのスタンスを背景として、中国の文人画家たちが説いた理論の特徴としては、次のようなものがある。第一に、描く者の内面精神の重視。これは「気韻生動」や「写意」を主張し、外形的な巧みさを低いものとした。つぎに、伝統（尚古）主義である。これは、彼らの芸術性のみならず、支配階級としての価値観に基づいたものであった。さらに、「書画同源」に代表される、絵画を詩や書と関係づける考えである。これらの画史・画論を江戸時代の漢学者・画家たちは信奉し、またこれらの思想に根ざした絵画論を記し、創作をおこなった。
中国の士大夫にとって、文人画は学問のひとつであった。日本の南画家・文人画家の認識も同様ではあったが、池大雅や与謝蕪村に見られるように、その学問の範囲は儒学のみならず文学も含んだ。いずれの場合においても、初期の南画家たちは創作に取り組むにあたり、画論を読み、画譜に軛を求めた。
南画は、狩野派や円山・四条派などと異なり、師弟関係が存在しても緩やかなものであり、また画風や画法、画域は厳しく教え伝えられるものではなかった。その一方で、出身階級は画家本人の制作姿勢に大きな影響を及ぼした。すなわち、町人階級の出身であれば職業画家としての出世に専念すればよかったが、武士階級の出身であった場合、余技として制作を続けるか、脱藩・隠居などを経て強い文人意識のもとで制作に取り組むかの決断を迫られることがあったのである。

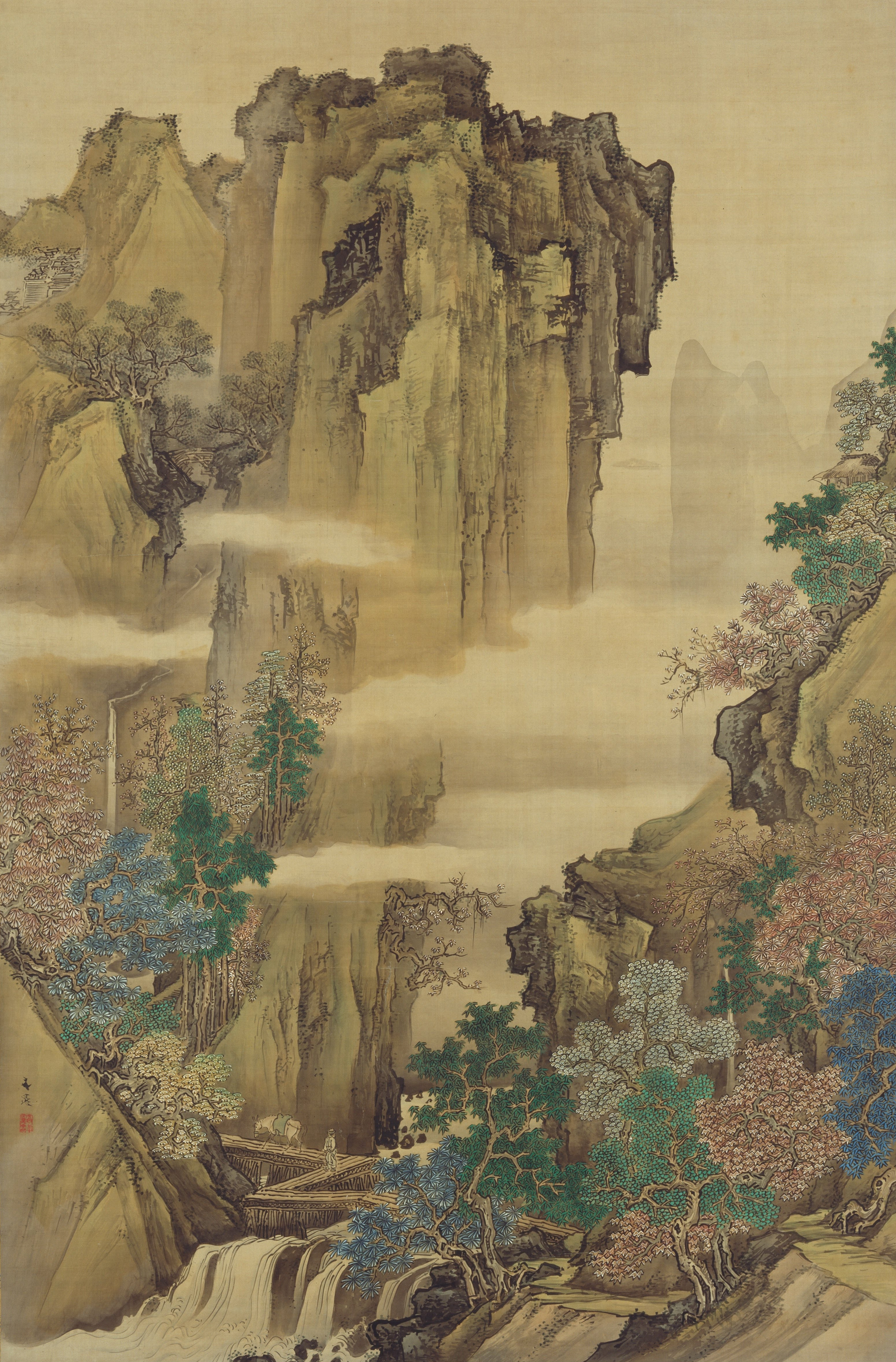
谷文晁『青緑山水図』

## 南宗画との相違点
中国における南宗画の担い手は、為政者であり知識階級でもあった文人、すなわち士大夫層であった。しかし、江戸時代の日本では武士が支配階級を形成しており、そのために学者である儒者が武士に仕えていた。したがって、中国と日本における「文人文化」を支えた層は異なっていた。また日本における「文人文化」の担い手も、武士にとどまらず、職業画家や商人、農民などさまざまであった。さらに、中国の文人と違い、支配階級である武士の南画家が町人階級出身の専業南画家（すなわち被支配階級のプロの画家）を蔑視することはなかった。
また、画風においても違いは存在した。董其昌の定義した南宗画では、もっぱら皴法と渲淡が用いられた。一方日本の文人画家は、南宗画と北宗画（院体画）の別にとらわれず、北宗画や大和絵をはじめとした他の流派も取りこんだうえで制作を行った。

## 呼称
南宗画を略した言葉である「南画」という呼称自体、場所と時代によって意味合いが異なる。まず、中国においては一般的ではない。一方、日本においてこの言葉が定着したのは幕末になってからであり、それ以前には「文人画」または「唐絵」（からえ）、「漢画」（かんが）と呼ばれていた。昭和以降も、表記については議論が続いた。
日本美術史家の佐藤康宏は、彭城百川や池大雅、与謝蕪村らが職業画家であった点、彼らの主要な絵画様式が明代に活躍した蘇州の画家、盛茂燁から影響を受けていた点を挙げたうえで、「南画」と表記する立場をとっている。
同じく日本美術史家の佐々木丞平は、日本における文人画の担い手が官僚的身分にある者達ではなかったと認めつつも、彼らの自意識が文人精神に対する強い共感や憧憬があったことを挙げて、「文人画」表記を残すべきであるとしている。

## 系譜

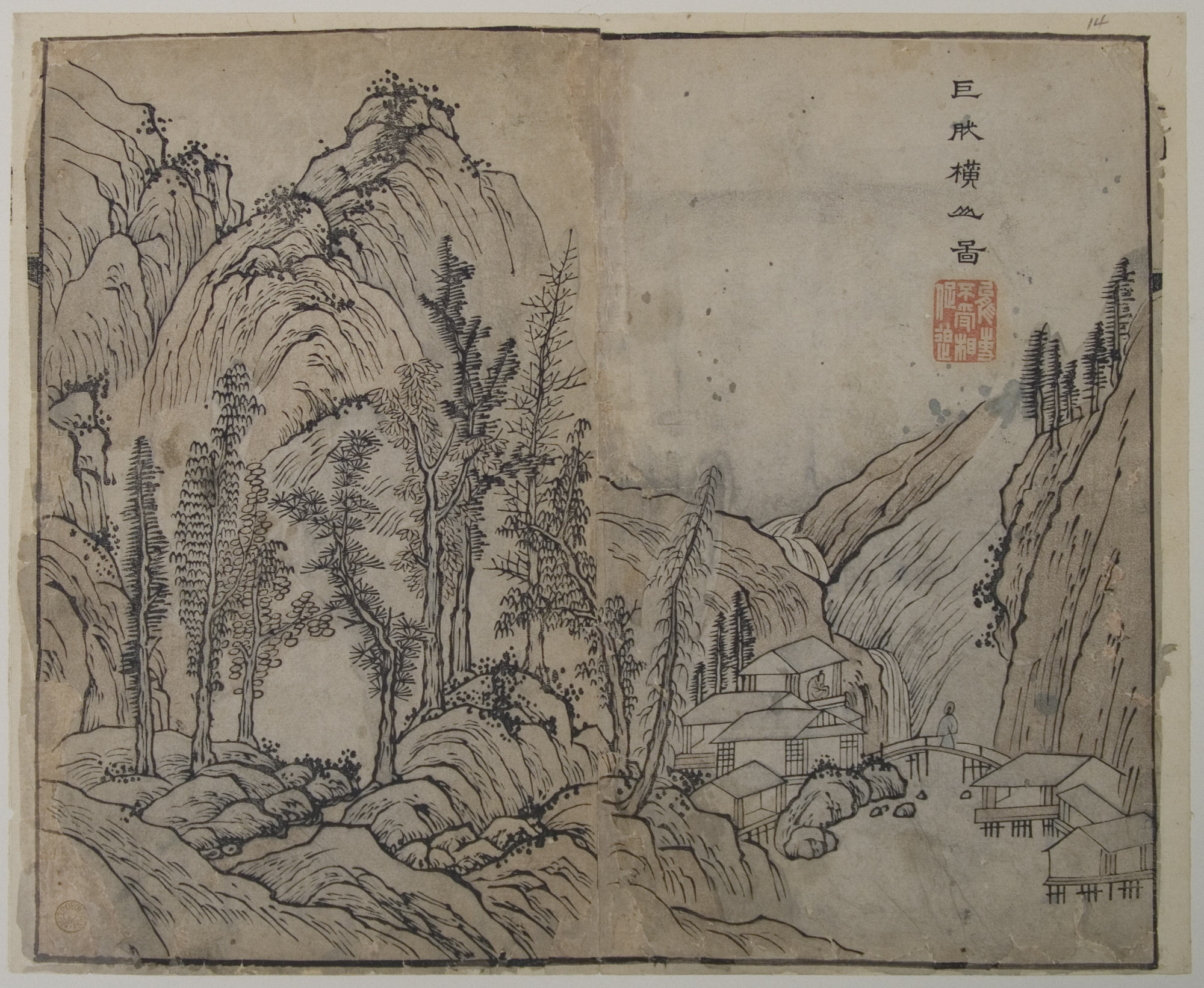
『芥子園画伝』にみえる巨然法

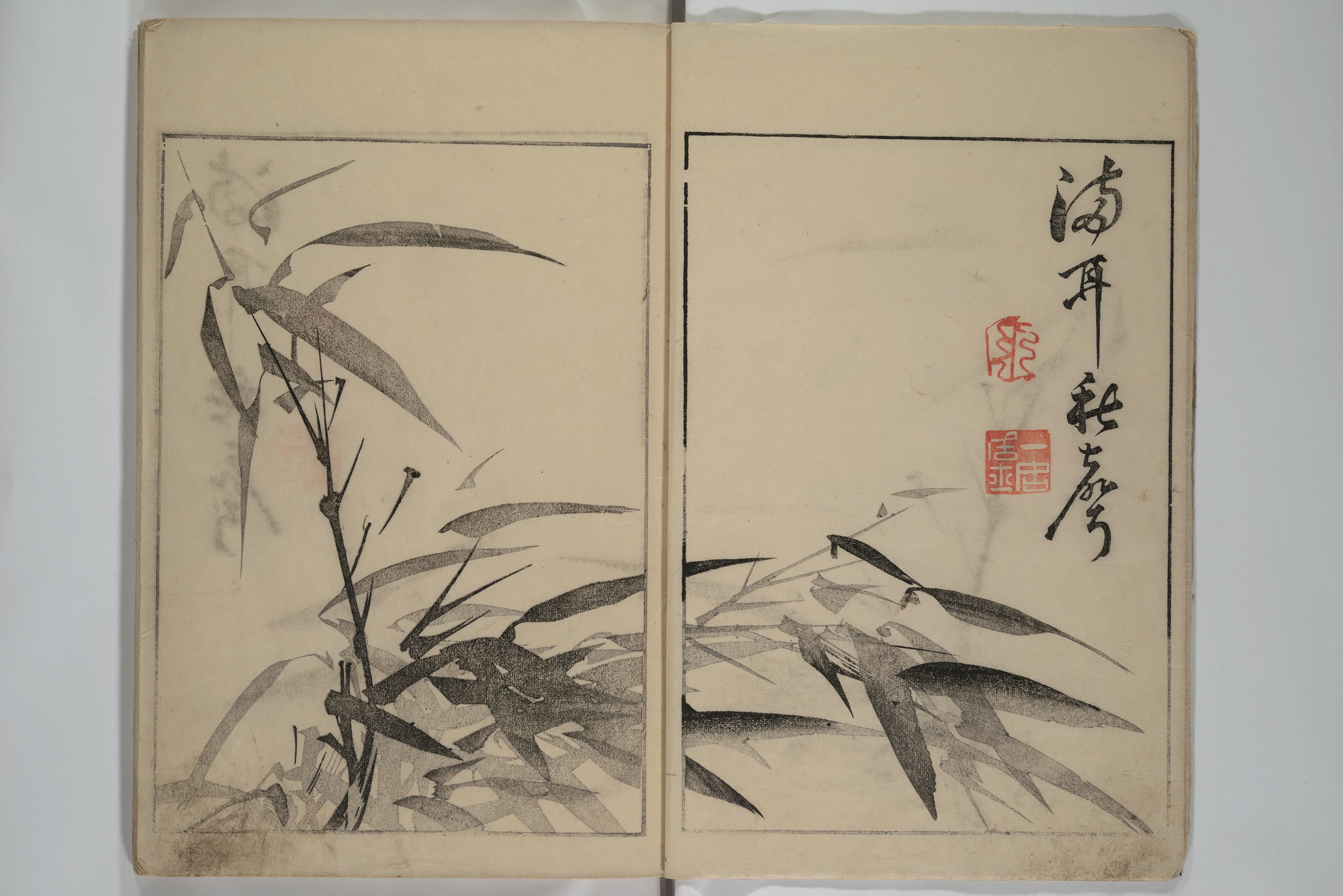
『寫山樓畫本』（1817年刊）　谷文晁自身による画譜

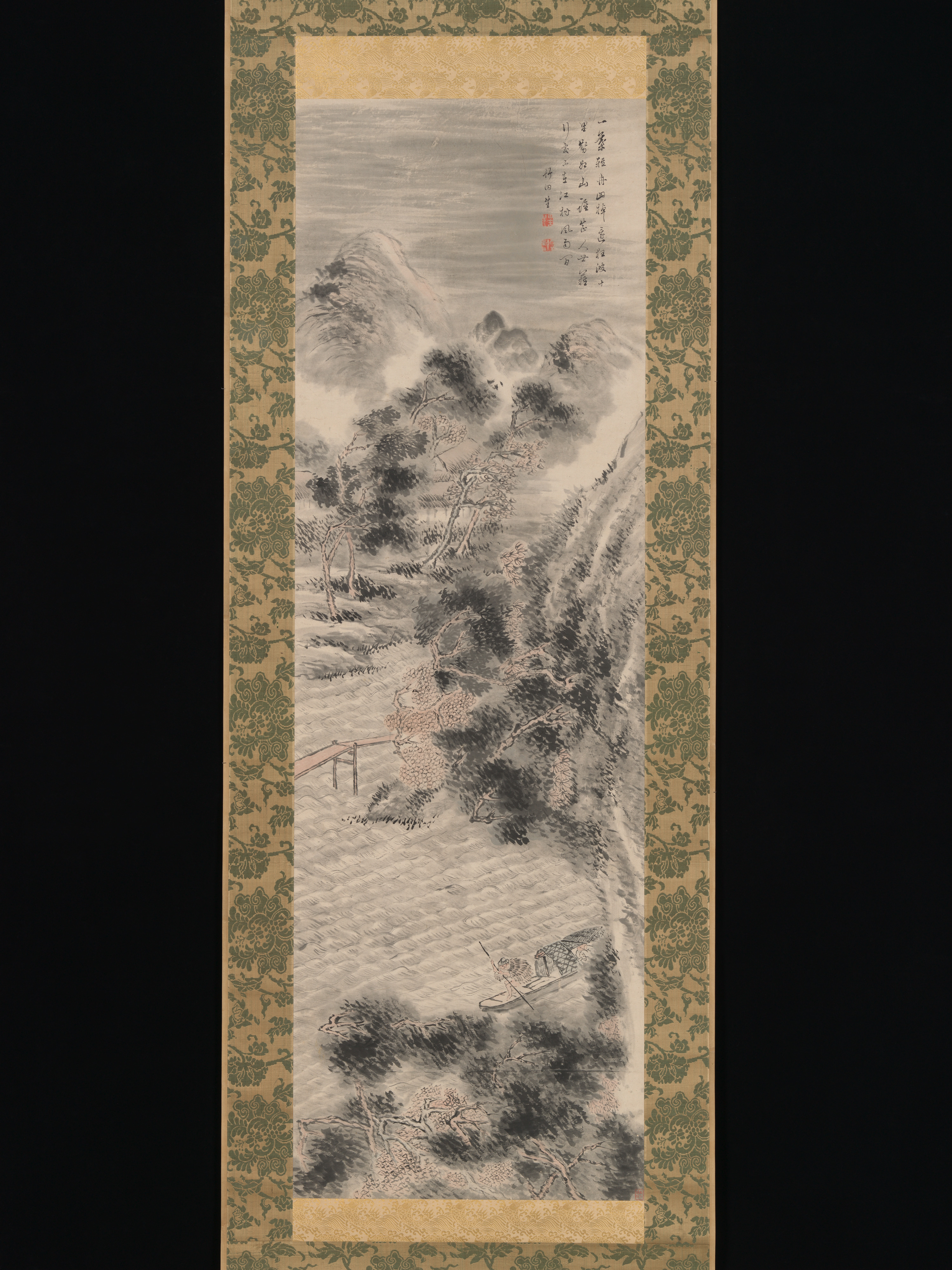
田能村竹田『江邨風雨図』 メトロポリタン美術館蔵

江戸時代における南画は、正保年間（17世紀中ごろ）から幕末の文久年間（19世紀後半）までの220年間あまり描かれ続けた。書道史研究家の中田勇次郎は、南画の変遷に応じ、次のように区分を設けている。
1. 正保の勃興期：明の遺民渡来、長崎派の隆盛
2. 宝暦・明和・安永・天明（18世紀後半）の盛行期：『芥子園画伝』翻刻[注釈 9]、池大雅、与謝蕪村の活躍
3. 寛政・文化・文政・天保（19世紀前半）の最盛期：多くの画家出る、新書画展観の開催
4. 弘化・嘉永・安政・文久（19世紀中ごろ、幕末）の延長時期：情勢不安による退勢、画論の体系化

文化・文政（化政時代）には、日本においても漢詩文が興隆したことで、上方と江戸で詩書画三絶が競われるようになり、また文人・南画家同士の交遊が地域を超えてさかんに行われるようになった。絵画の発展自体、文人画にとどまるものではなく、円山・四条派や長崎派の影響をうけた写生画諸派においても同様であった。その一方で、浦上春琴の作品に見てとることができるように、南画そのものの形式化が始まりつつあったのもまたこの時代であった。
宝暦・明和から幕末にかけての120年あまりは日本南画家による画論が多く出た。
日本南画は日本初期文人画の祇園南海（1676年 - 1751年）（紀州藩儒官）や柳沢淇園（1704年 - 1758年）（甲府藩家老の子）から始まる。祇園南海は『八種画譜』を独学し長崎派の河村若芝に添削指導を受け、柳沢淇園も長崎派の英元章に学び、中国の在野文人の画法を瞳憬し、日本的風景に近い暈し表現を主とした南宗画を範として狩野派と対抗した。その後、池大雅（1723年 - 1776年）、与謝蕪村（1716年 - 1784年）により大成され、浦上玉堂（1745年 - 1820年）、谷文晁（1763年 - 1841年）、田能村竹田（1777年 - 1835年）、山本梅逸（1783年 - 1856年）、渡辺崋山（1793年 - 1841年）等江戸時代後期の一大画派となった。
美術史研究家の吉沢忠は、南画家それぞれの社会的属性・地域性に着目し、次の4種に分類した。
1. 「放蕩無頼」の先駆者（祇園南海・柳沢淇園ら）
2. 南画初期の職業画家（池大雅・与謝蕪村）[注釈 11]
3. 京阪以西の南画家（浦上玉堂・田能村竹田・頼山陽ら）
4. 江戸の南画家（谷文晁・渡辺崋山・山本梅逸ら）

吉沢が「先駆者」としたところの画家たちは、当人たちの性格気質に関わらず、周囲から「放蕩無頼」として指弾された経歴をもつ。吉沢はまたこれを踏まえた上で、頼山陽や田能村竹田もこれに含まれうるとしている。池大雅と与謝蕪村に代表される初期の職業画家たちは、町人出身であるだけでなく、他の絵画様式を取りこんだうえで「南画」として消化し、大成させた。

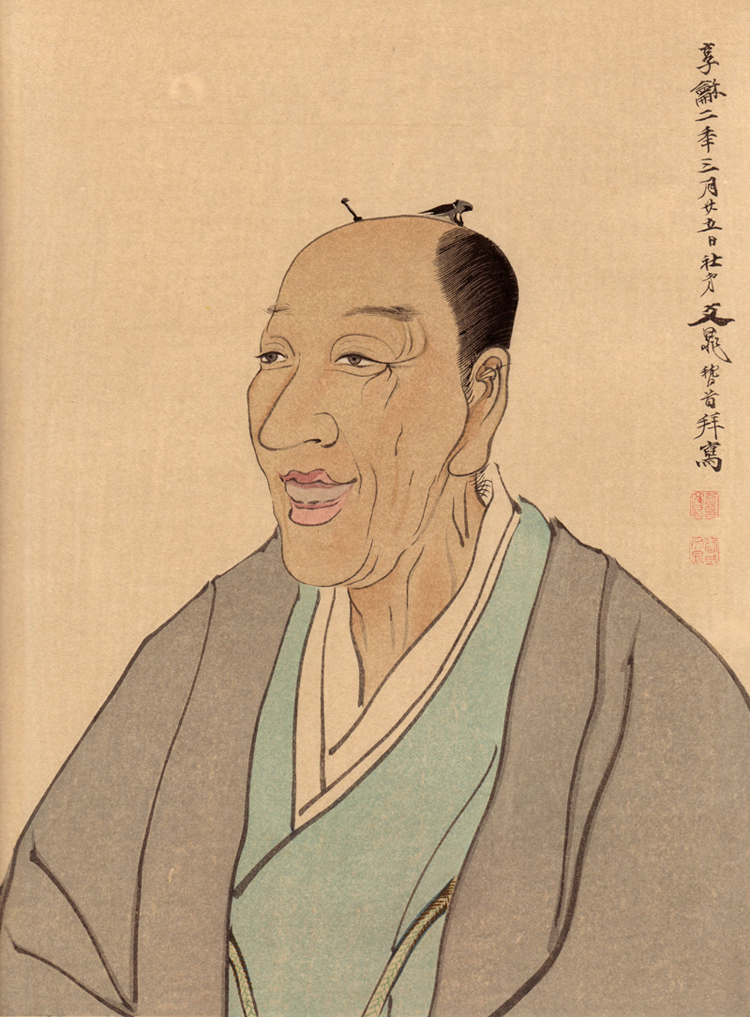
『木村蒹葭堂像』谷文晁筆

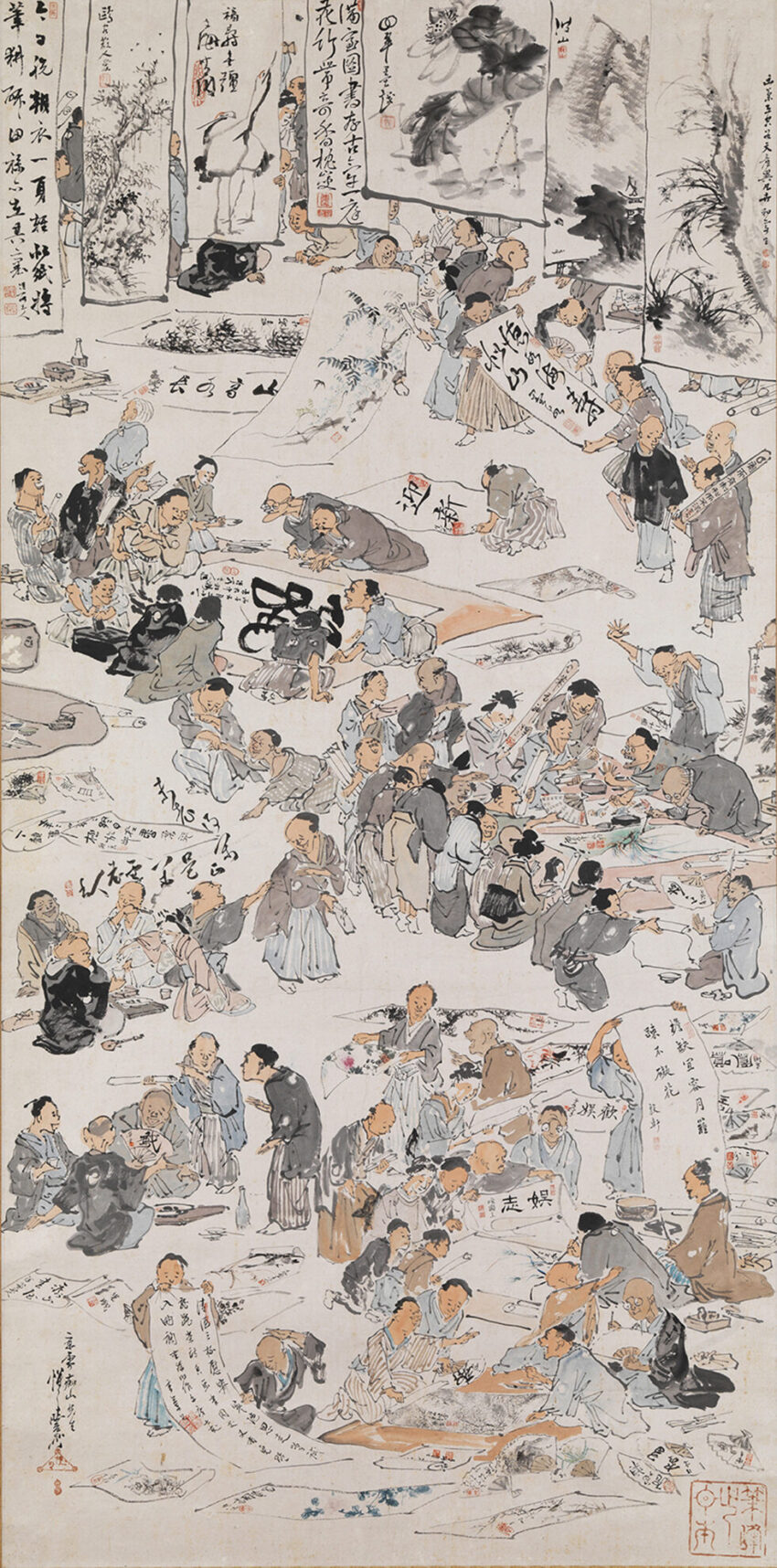
『書画会の図』河鍋暁斎明治9年5月21日に行われた書画会を描いたもの。

京阪以西、すなわち近畿・中国・四国・九州の南画家は、南画においていわゆる主流派を成した。「関西南画」である。池大雅・与謝蕪村の亡き後、彼らの指導的な役割を果たしたのが木村蒹葭堂（1737年 - 1802年）であった。文人・収集家であり、また社交的であった蒹葭堂は、交友関係がひろく、彼のもとを訪れた人々の中から浦上玉堂や青木木米、田能村竹田が現れることとなった。
蒹葭堂の周囲では、近代的な展覧会の起源ともいえる──支配階級や特権階級にとどまらない幅広い層に向けたイベント──書画会が行われていた。彼と交誼を結んでいた儒学者、皆川淇園は、寛政年間（1790年代ごろ）に京都の安養寺也阿弥で「東山新書画展観会」と号する書画会を年に1、2回の頻度で催していた。参加した作家は谷文晁や鈴木芙蓉ら文人画家のみならず、ジャンルを問わないものであった。蒹葭堂自身もまた、さかのぼること明和7年（1770年）2月に、大阪天王寺中町龍泉寺で同様の書画を囲む会を催しており、池大雅が依頼を受け作品を出品している。なお、江戸時代には「展覧会」と「書画会」は混同されつつも区別されており、『近世名家書画談一編』は前者を「古書画の品評会」、後者を「作家同士が日付を決め自作を持ち寄って酒楼にあつまり、会場の四辺に作品を並べておき、また会場で他の客も迎えたうえで書画の制作を行いつつ宴会も行い、主催者もイベントから利益を得る」ものとしている。長崎では、中国の画家と長崎の画家がこのような交わりをもつこともあった。
彼ら京阪以西の南画家たちは、後述する江戸の南画家と比較して、南宗画寄りの絵画様式であった。それと同時に、画風においては互いに共通するところが少なく、おのおのが個性を押し出している。南宗画からの視点で見た場合、青木木米や竹田らは、董其昌の流れをくみつつも、中国においては主流派ではない惲寿平の画風を取り込んでいた。一方、他の南画家に比べ（例外的に）より南宗画に近い作風を追求した浦上玉堂は、文学的主題や画中の人物を描くことはまれであり、また、王原祁に類似した「礬頭」（ばんとう）という技法を多く用いている。彼らの創作活動を支持したのは、読書人である瀬戸内海沿岸の地主層・商工業者であった。
関東の南画は、関西に遅れて始まったものの、谷文晁（1763年 - 1840年）や、その周辺に現れた渡辺崋山や椿椿山、立原杏所らの登場によって、19世紀前半に一気に花開いた。文晁ら江戸の南画家たちは、おおむね仕官したまま制作に臨んでおり、また謝礼も品物で受け取っていた。さらに、彼らの絵画様式は南宗様式からより逸脱したものであった。江戸周辺で活躍した彼らの作品は関西の作家の作品とは異なるところが多く、前者を「関東南画」と呼ぶ。
吉沢は、幕末以降に南画が東北地方にも広まったことを認めながらも、この段階で南画はすでに様式化しており、これをもって芸術としては衰退した、と結論づけている。
1887年（明治20年）にフェノロサ、岡倉覚三（天心）主導の東京美術学校開設で「つくね芋山水」としてマンネリ化した南画は旧派として排除された。しかし、富岡鉄斎（1837年 - 1924年）が傑出し、その後、小川芋銭（1868年 - 1938年）、冨田溪仙（1879年 - 1936年）、小杉放庵（1881年 - 1964年）等も近代的南画表現を行っている。
池大雅の弟子桑山玉洲は『絵事鄙言』（かいじひげん、1799年刊）で松花堂昭乗、俵屋宗達、尾形光琳も南宗に加え中国の南宗派、文人精神への憧れとたらしこみ渲淡画様式を南画としてとらえている。南画に限らず日本水墨画は「気韻生動（運気の響き、風格・気品がいきいきと満ち溢れている）」と「写意」を第一とするが、南画には加えて、逸品、逸格、「去俗」を重要視した。

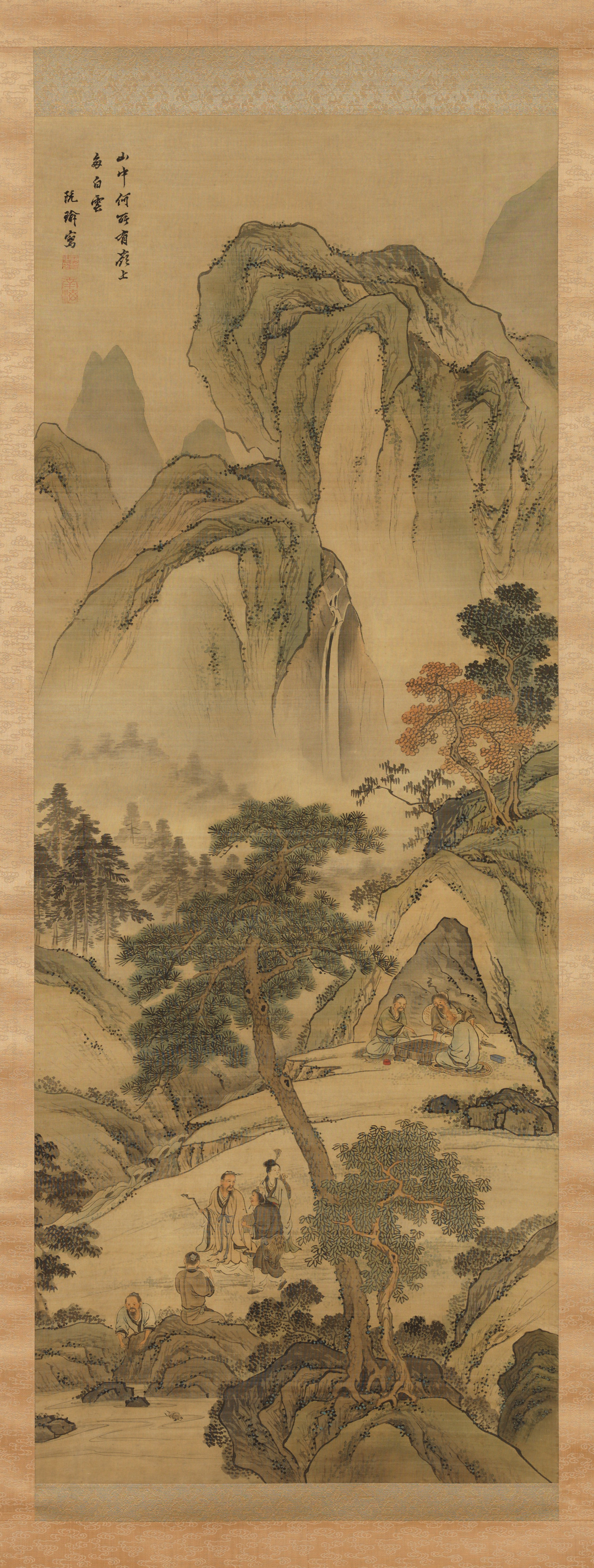
祇園南海『八仙人図』 ミネアポリス美術館蔵  画賛は陶弘景「山中何所有　嶺上多白雲…」から。
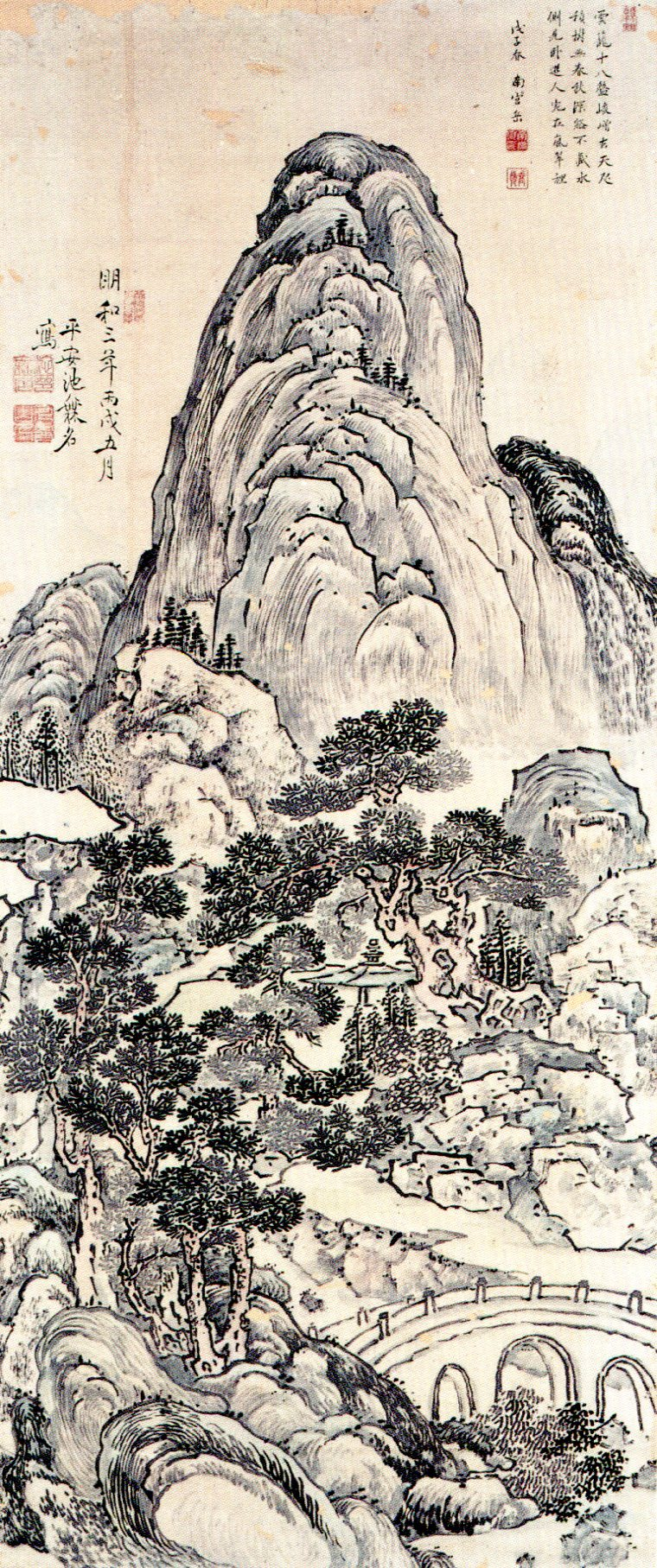
池大雅『六遠山水図 深遠図』 明和三年（1766年）
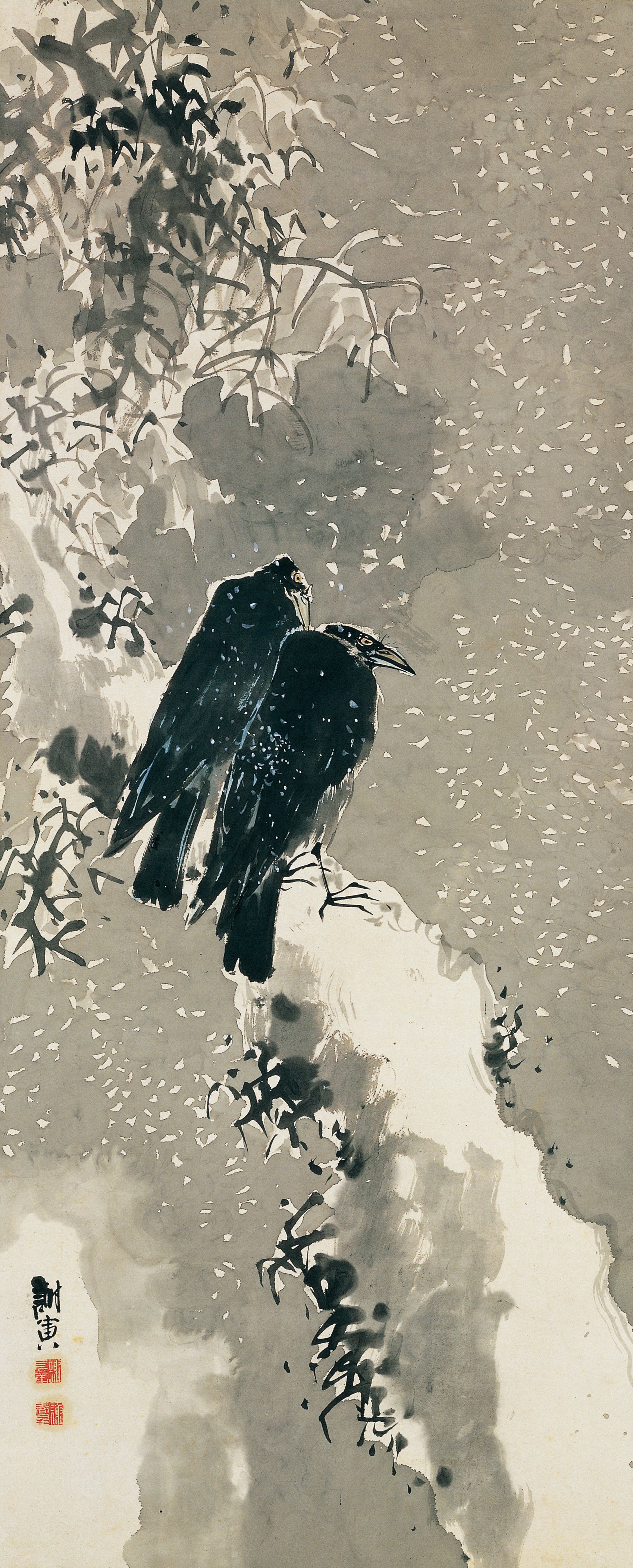
与謝蕪村　『鴉図』（『鳶・鴉図』双幅） 芭蕉の句「日ころ憎き烏も雪の旦（あした）哉」を踏まえたか[65]。
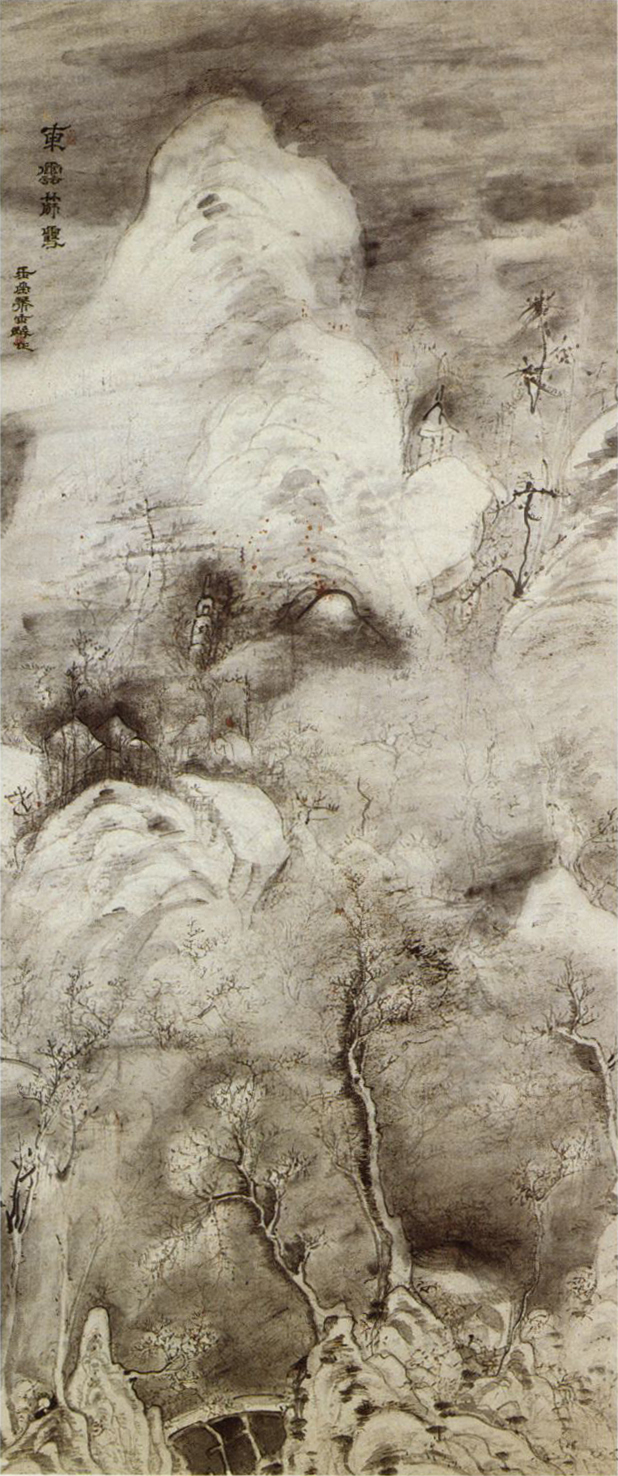
浦上玉堂『東雲篩雪図』（国宝）　川端康成記念会蔵
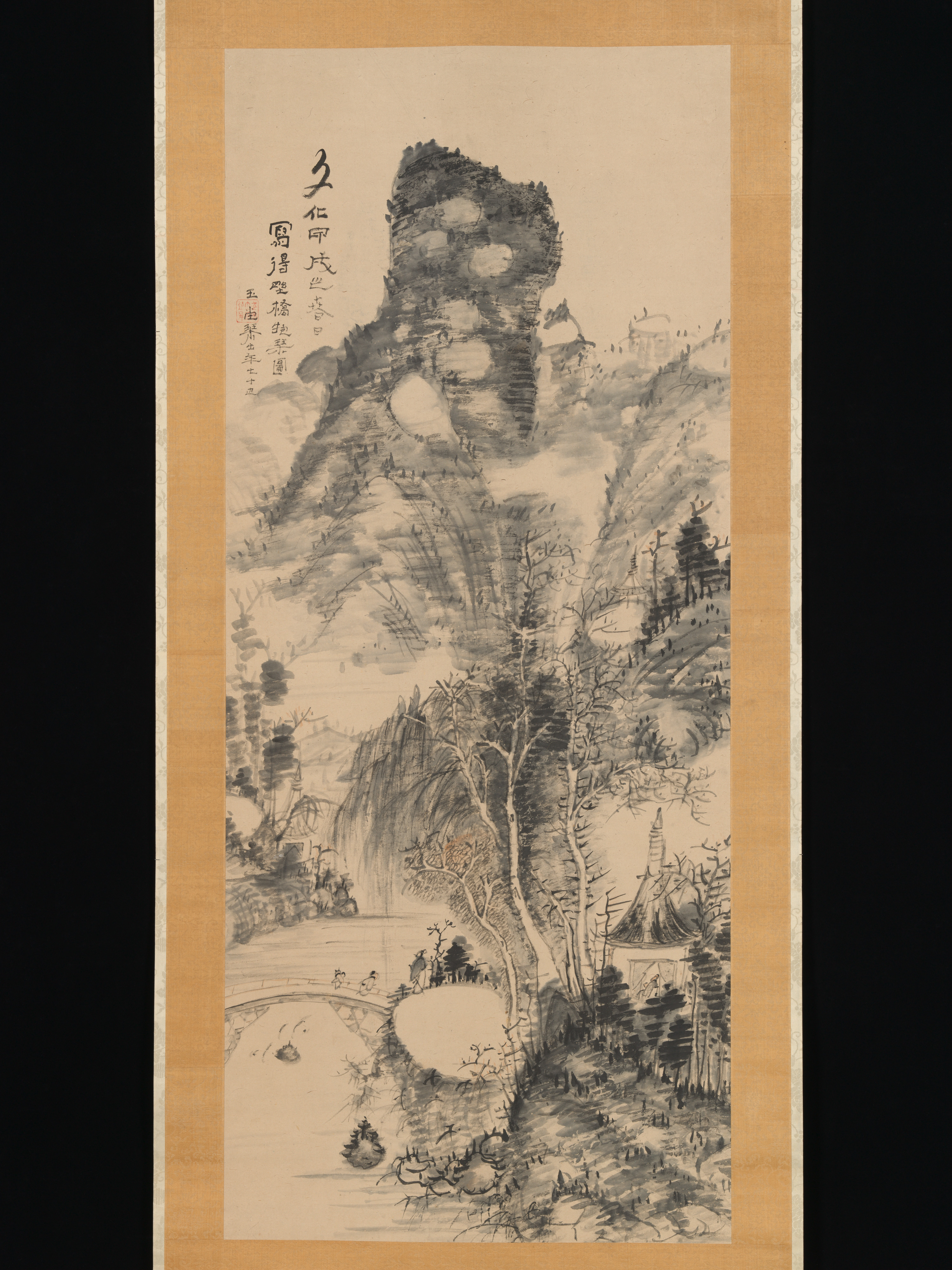
浦上玉堂『野橋抱琴図』　「礬頭」を用いた作例。
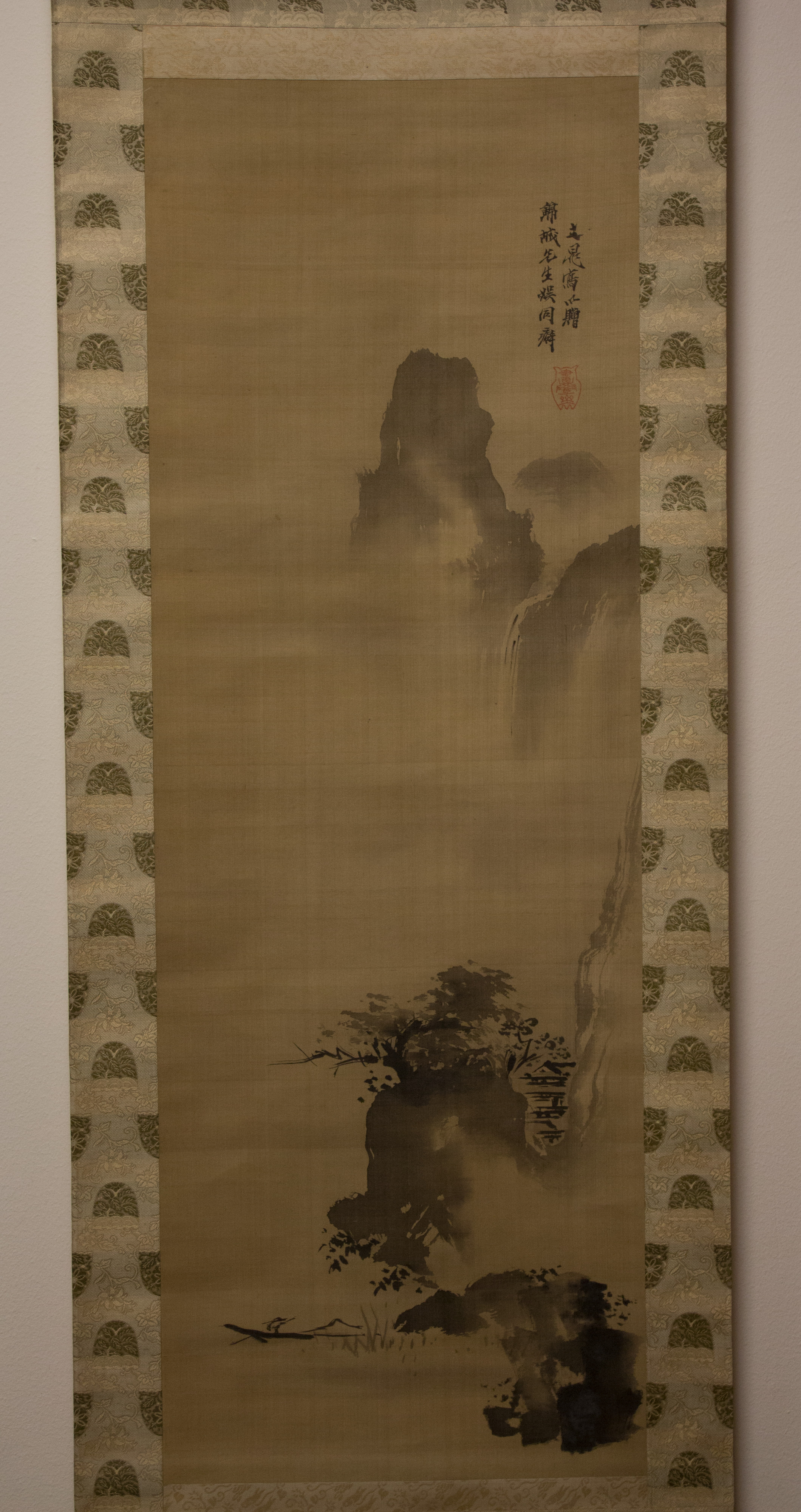
谷文晁『滝図』　メトロポリタン美術館蔵
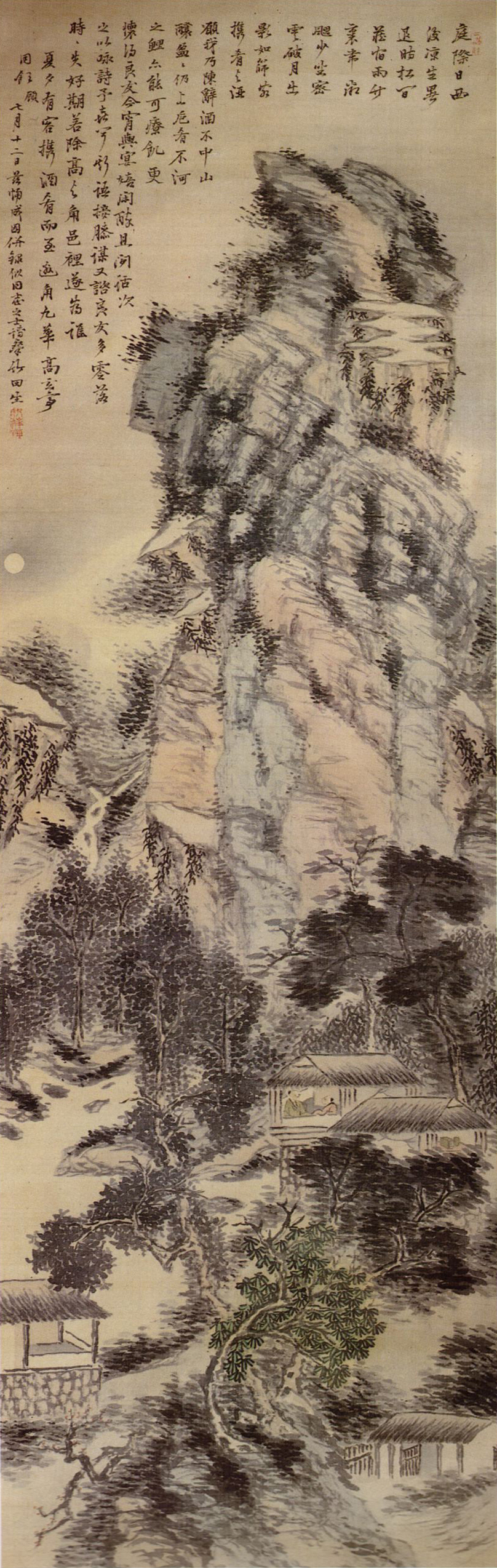
田能村竹田『月夜山水図』　天保四年（1833年）
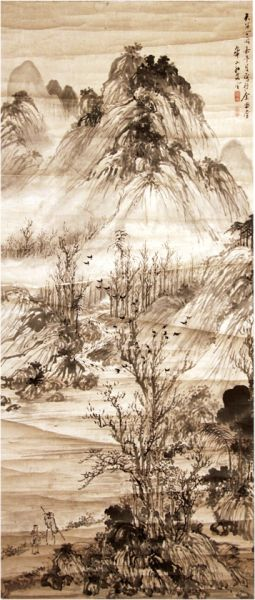
渡辺崋山『寒林群鴉図』
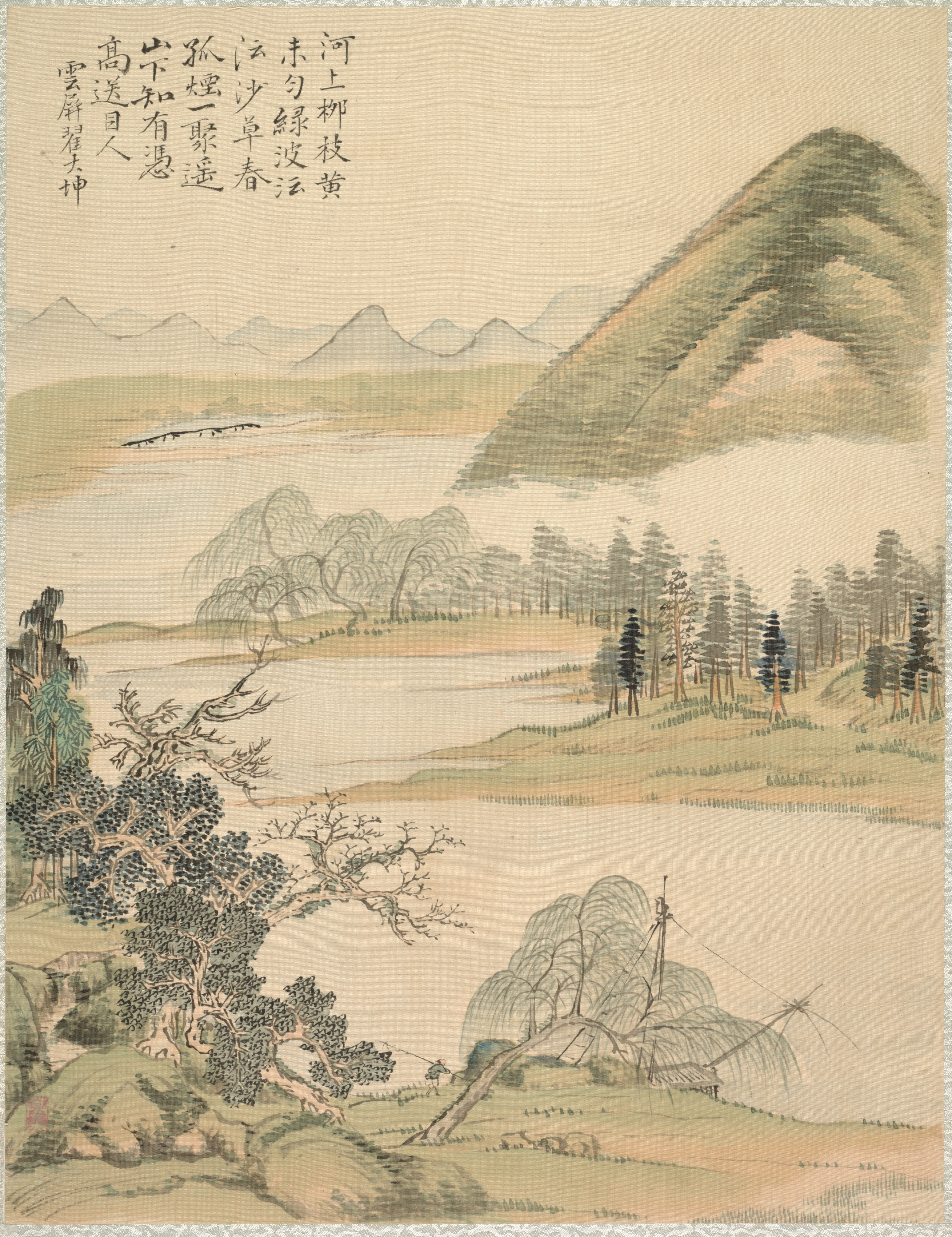
椿椿山 "Willow Branches in Spring"　クリーヴランド美術館蔵
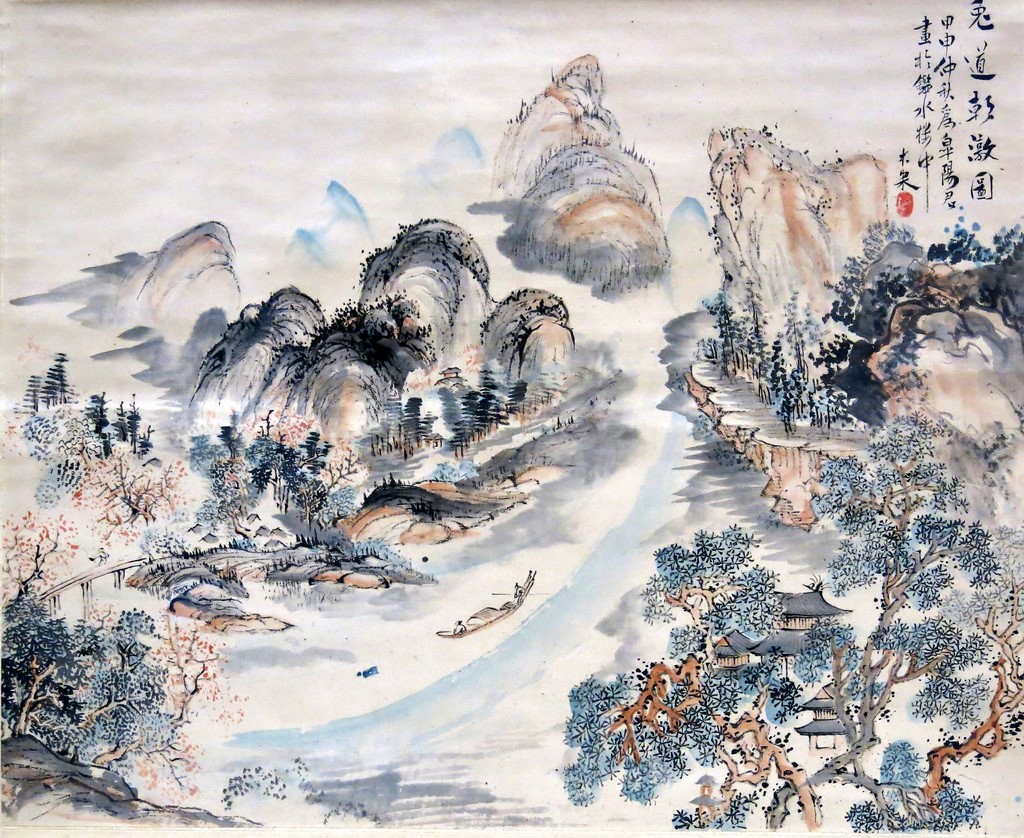
青木木米『兎道朝暾図』（うじちょうとんず、重要文化財）　文政七年(1824年)　東京国立博物館蔵
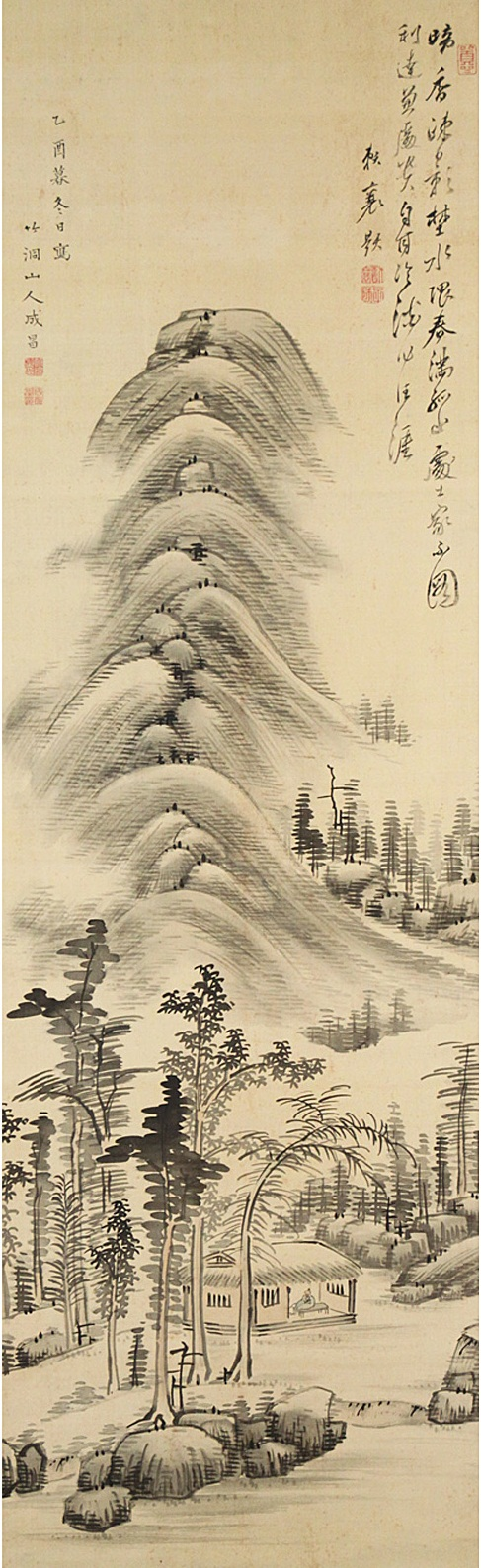
中林竹洞画・頼山陽賛『山水図』
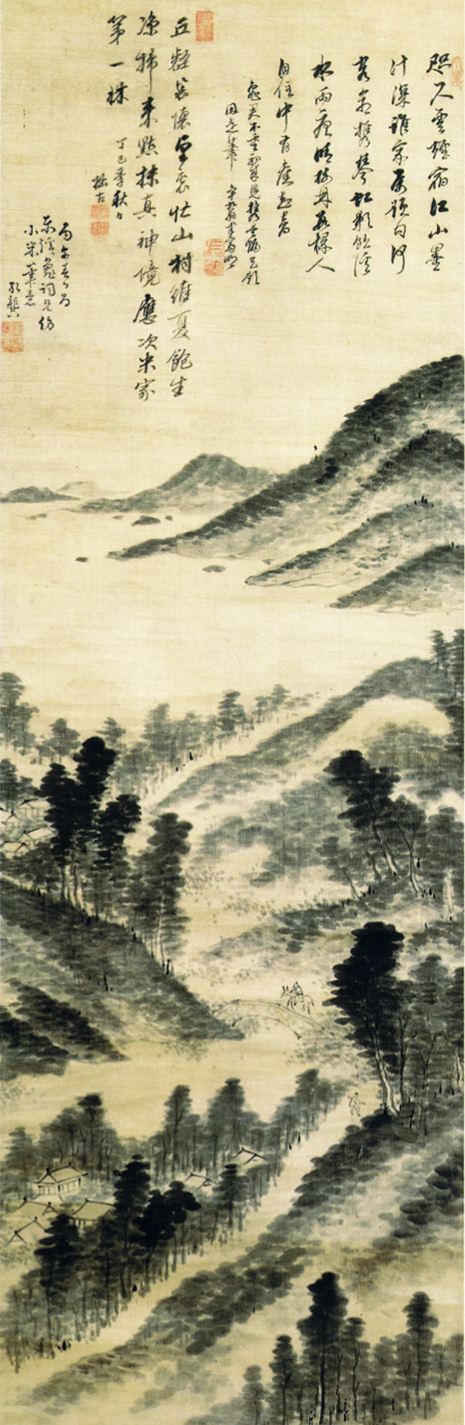
木村蒹葭堂『米法山水図』
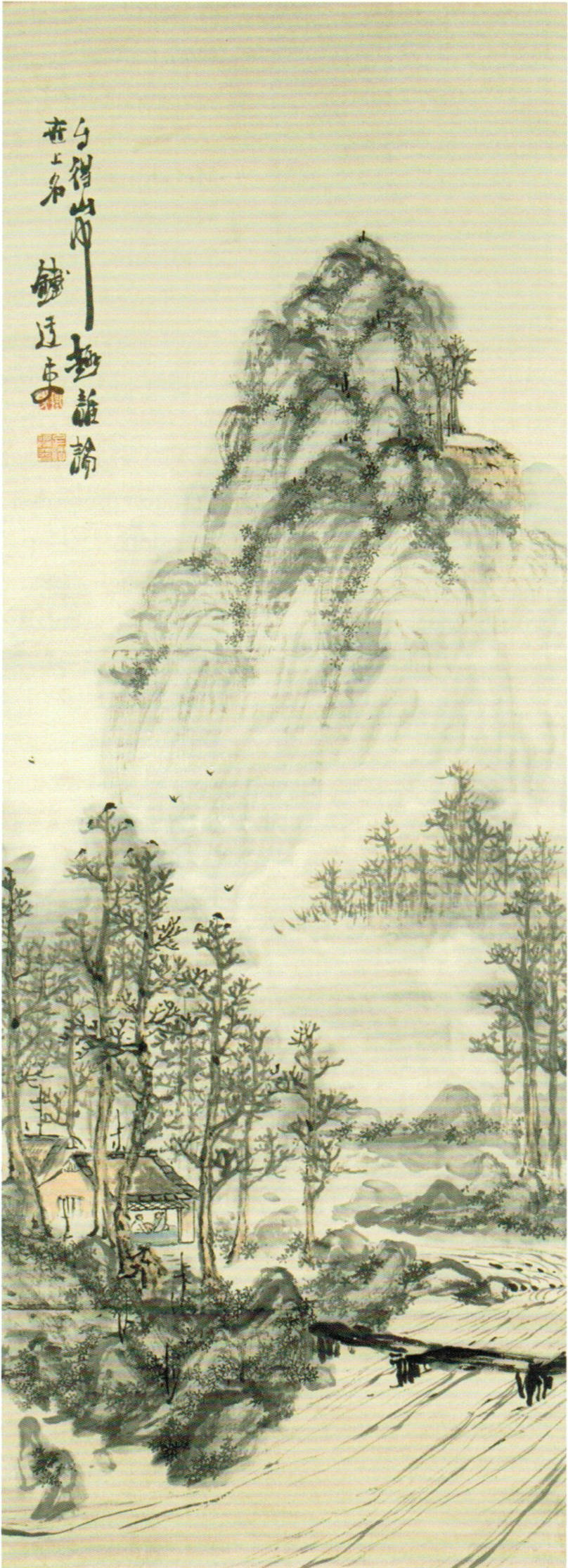
富岡鉄斎『山水画』 ケルン市立東洋美術館蔵
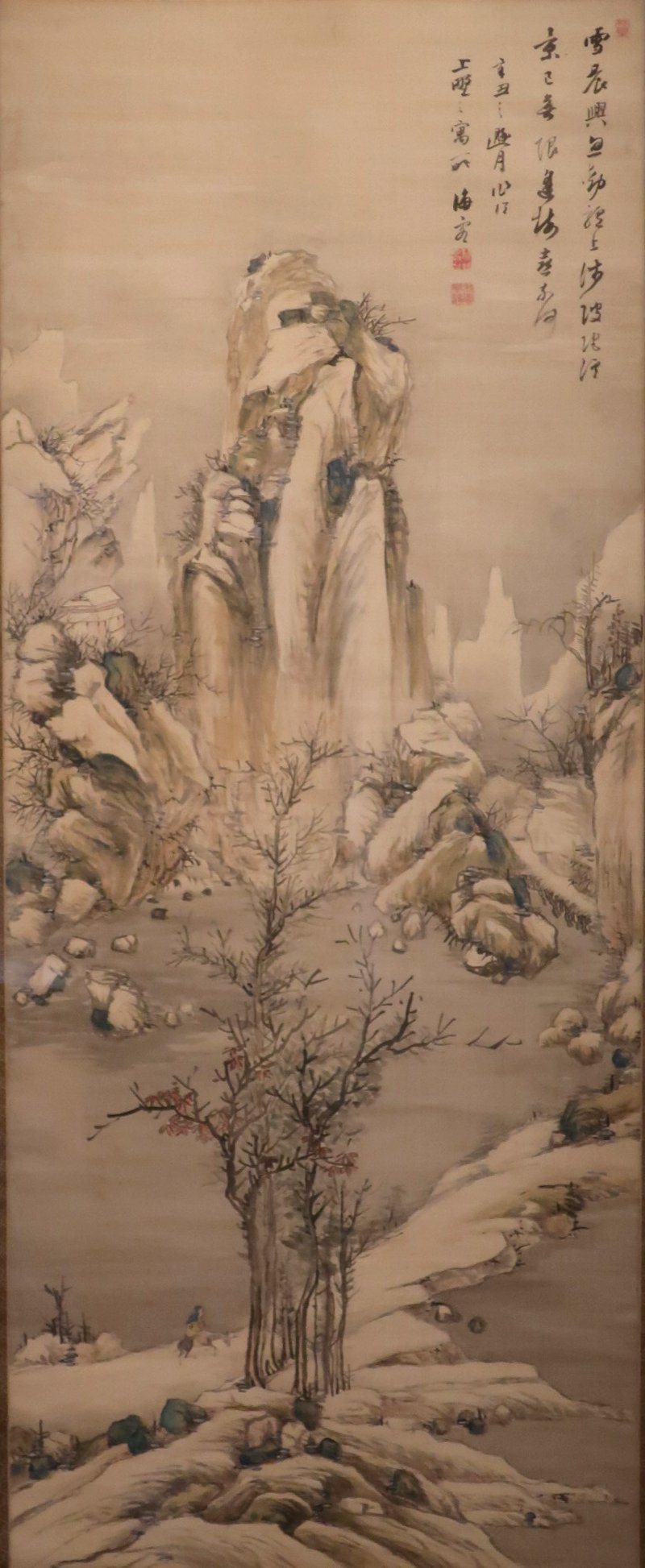
田能村直入 "Viewing Plum Flowers in Snow" ホノルル美術館蔵
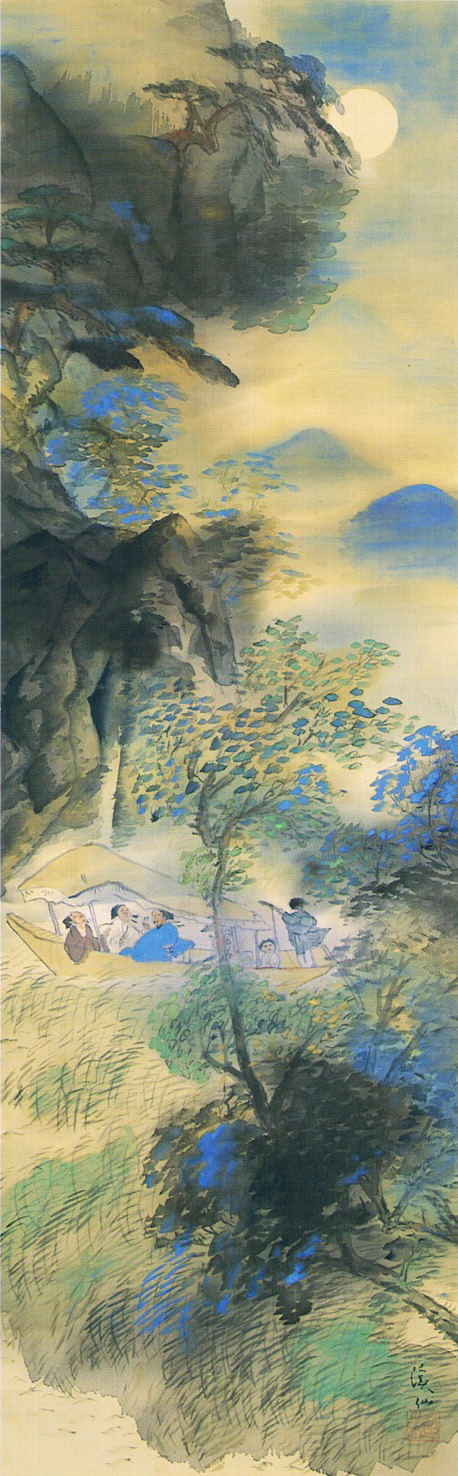
富田渓仙『前赤壁図』
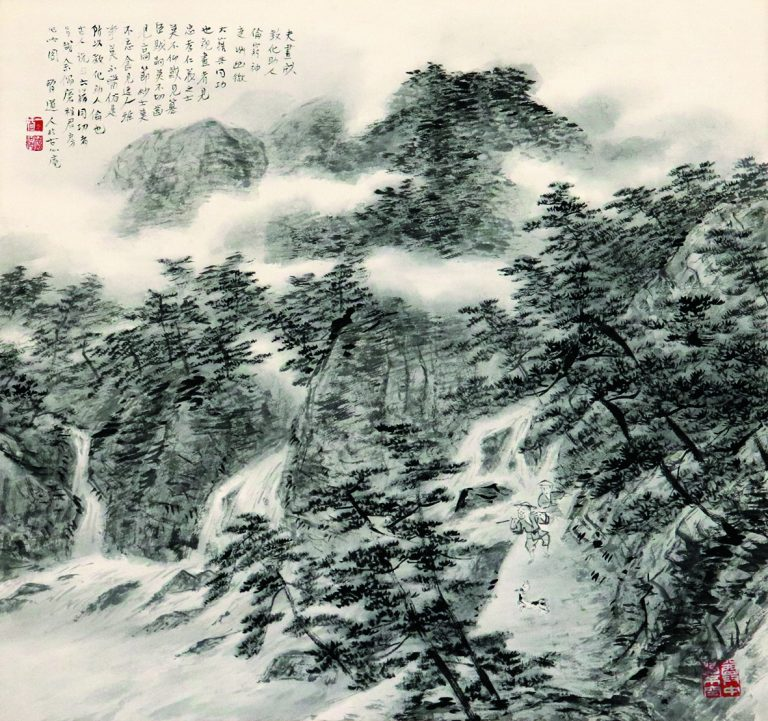
矢野橋村『白雲朝色』

## 流派・画家
主な流派と画家は次の通り。
- 日本最初期文人画 - 祇園南海・彭城百川・柳沢淇園、服部南郭ほか[66]
- 池大雅派 - 池大雅・青木夙夜・野呂介石・桑山玉洲・池玉瀾・木村蒹葭堂ほか[67][41]
- 浦上玉堂派 - 浦上玉堂・浦上春琴・浦上秋琴・頼山陽[68]・熊坂適山・霞山ほか[69]
- 貫名海屋派 - 貫名海屋・日根対山・野口小蘋ほか[70]
- 来泊画人（文人画） - 宋紫岩・李用雲・費晴湖・張秋谷・方西園・江稼圃[71]
- 中林竹洞派（中京） - 中林竹洞・中林竹渓ほか[72]
- 与謝蕪村派 - 与謝蕪村・呉春（のちに四条派）・紀楳亭・横井金谷ほか[73][41]
- 田能村竹田派 - 田能村竹田・田能村直入・高橋草坪・帆足杏雨ほか[74]
- 渡辺崋山派 - 渡辺崋山・椿椿山・野口幽谷・奥原晴湖・松林桂月ほか[75]
- 谷文晁派 - 谷文晁・鈴木芙蓉・春木南湖・田崎草雲[76]・小室翠雲・荒木寛畝ほか[77]
- 他の諸派 - 高島北海・山岡米華・鈴木百年・羽様西崕など[78]
- 新南画 - 寺崎廣業・今村紫紅・森田恒友・小川芋銭・平福百穂・橋本関雪・冨田溪仙・島田墨仙・村上華岳・石井林響・小杉放庵[78]